# 屯門市廣場
屯門市廣場（英語：Tuen Mun Town Plaza）是位於香港新界屯門市中心的大型綜合購物商場和私人屋苑，信和集團的旗艦商場和住宅之一；於1987至1992年間在青山灣避風塘填海地及黃家圍的原址分3期建成，1、2期由關善明建築師樓設計、第3期由呂元祥建築師事務所設計，為新界西部的大型購物商場及住宅發展項目，也是屯門區最大的購物商場。承建商是中國海外房屋工程有限公司。鄰近設置有輕鐵市中心站、杯渡站、屯馬綫屯門站和巴士總站。屯門市廣場共分為3期，第1、2期為商場及住宅；第3期則設有全香港面積最大的香港賽馬會投注站。

## 歷史

### 1980年代

屯門市廣場4樓平台曾設兒童遊樂場供公眾使用，於90年代後期關閉及拆卸，至今仍未重新開啟。

屯門市廣場開業初期有佔地30萬呎八佰伴百貨公司，最先開業之酒樓為龍威海鮮酒家（已結業），數月後美心大酒樓（已搬遷到商場附近的屯門大會堂）開幕。初期商場租戶以小商戶為主，一樓時裝廊開設有多間非連鎖式服裝店及鞋店，同層另有G2000服裝店（該舖位由商場開業至H&M（已結業）開張前一直由G2000租用）、大家樂、肯德基等連鎖店。二樓除酒樓外有屈臣氏、高登眼鏡等連鎖店。大型超市Grandmart亦曾進駐屯門市廣場。
商場1樓的中央廣場曾設立音樂噴泉，在1999年商場進行翻新時拆卸。

### 1990年代
1992年9月27日，屯門市廣場賽馬會投注站啟用。投注站樓高3層，面積合共51,110平方呎，可容納3,700人，投站內設有3個投注大堂及一間影院直播賽馬。
八佰伴結業後，吉之島與信和置業於1998年5月12日達成租務協議，租用屯門市廣場高層地下及一樓，佔地152,330平方呎，佔據前八佰伴百貨舊址逾半樓面面積。高層地下商場則重新裝修，變成美食廣場及佔地100,000平方呎家樂福超級市場，以迎合鄰近居民的殷切需求。吉之島租約由1998年7月開始生效，為期12年，吉之島於同年12月初開幕。
同年，信和置業為慶祝商場開張10周年，發展商斥資2億元將該商場進行首次翻新工程。工程包括將音樂噴泉拆卸，以騰出了8,000呎空間，進行展銷及舉辦活動、全面翻新各樓層的天花板、地台、外牆、洗手間等。另一方面商場引入其他租戶，Esprit、香港最好電器、Namco遊戲機中心及肯德基等，租戶數目逾300個。

### 2000年代初期

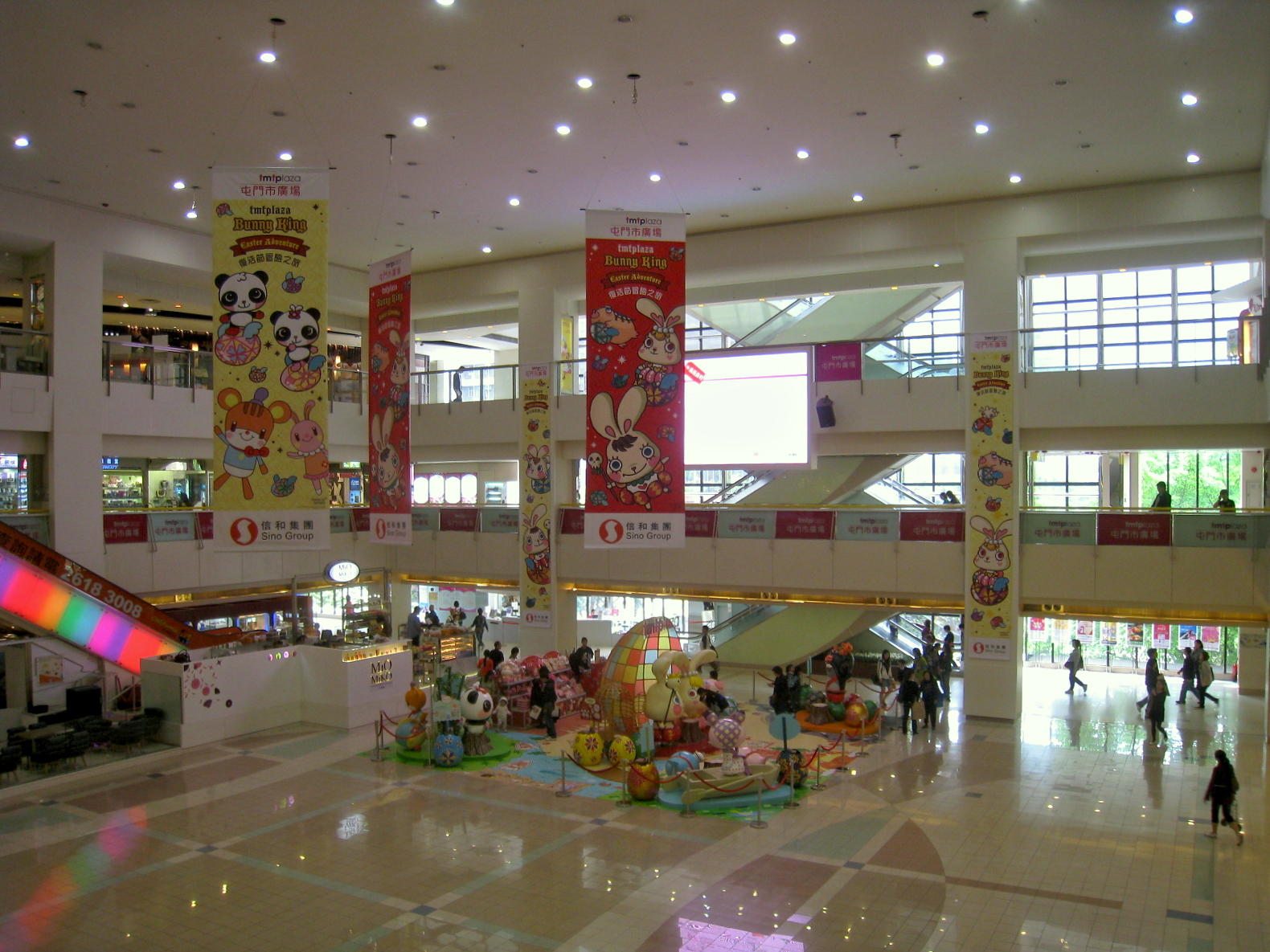
屯門市廣場主中庭 (2009年)

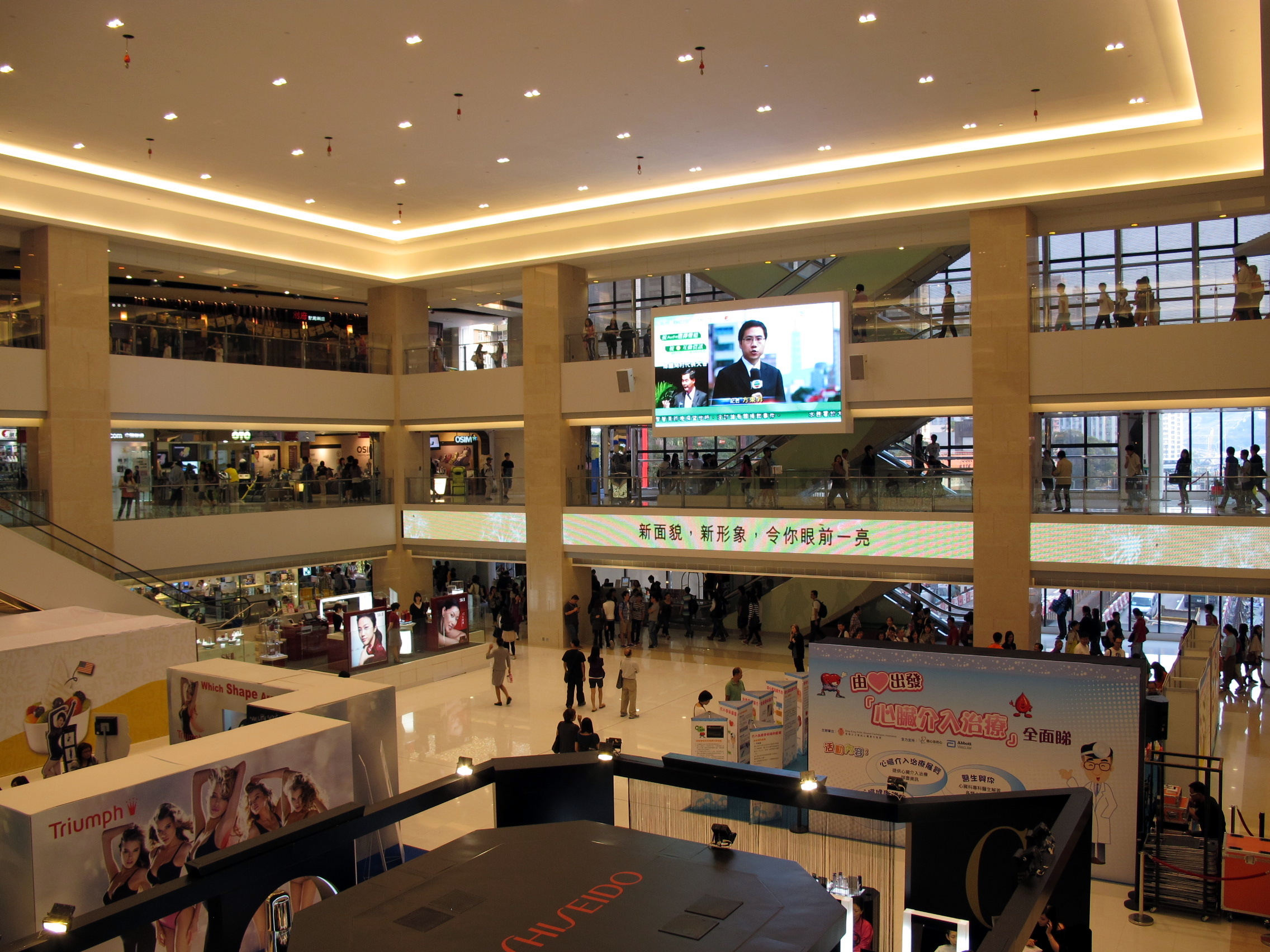
屯門市廣場主中庭 (2011年)

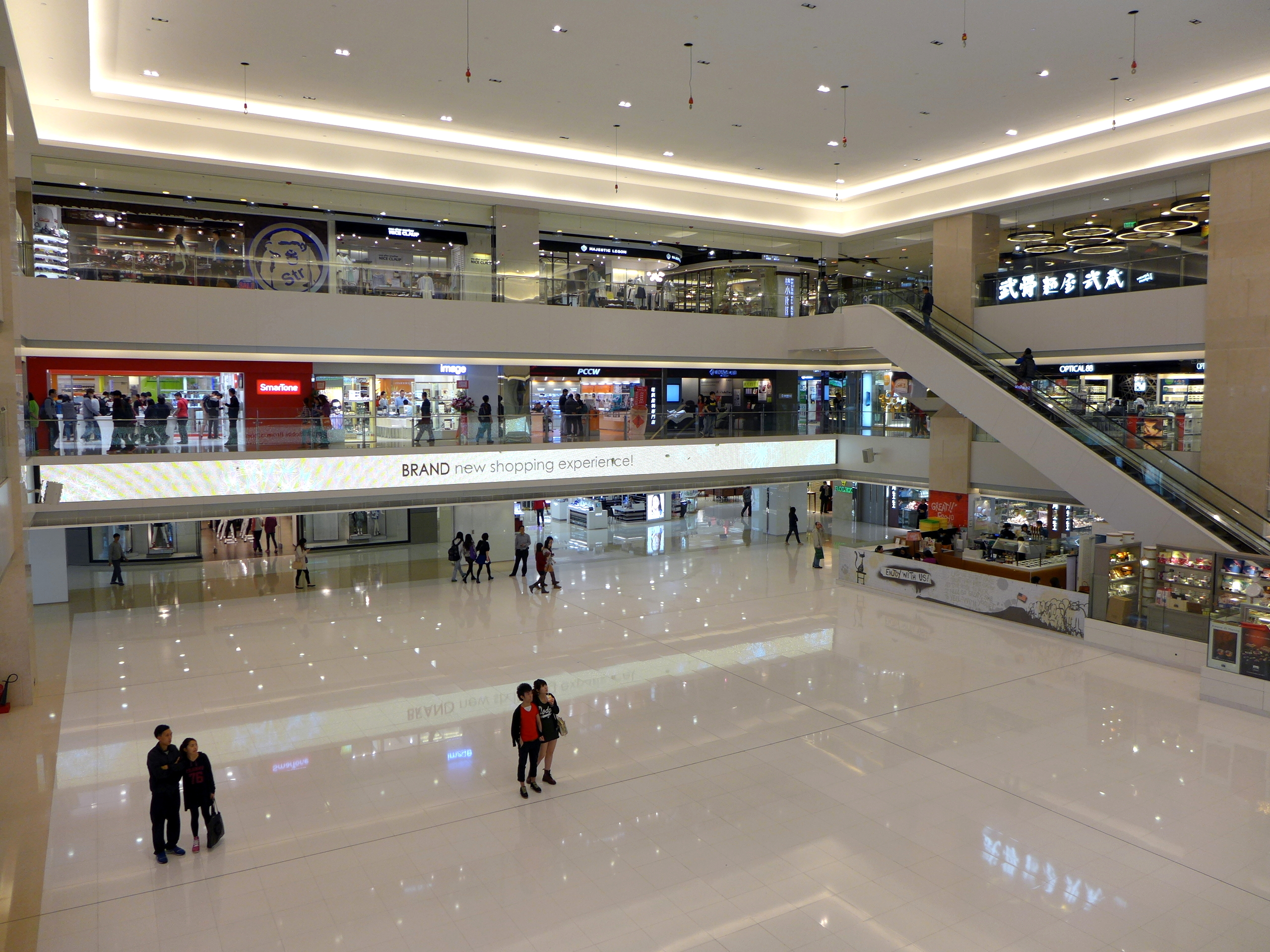
屯門市廣場主中庭 (2014年)

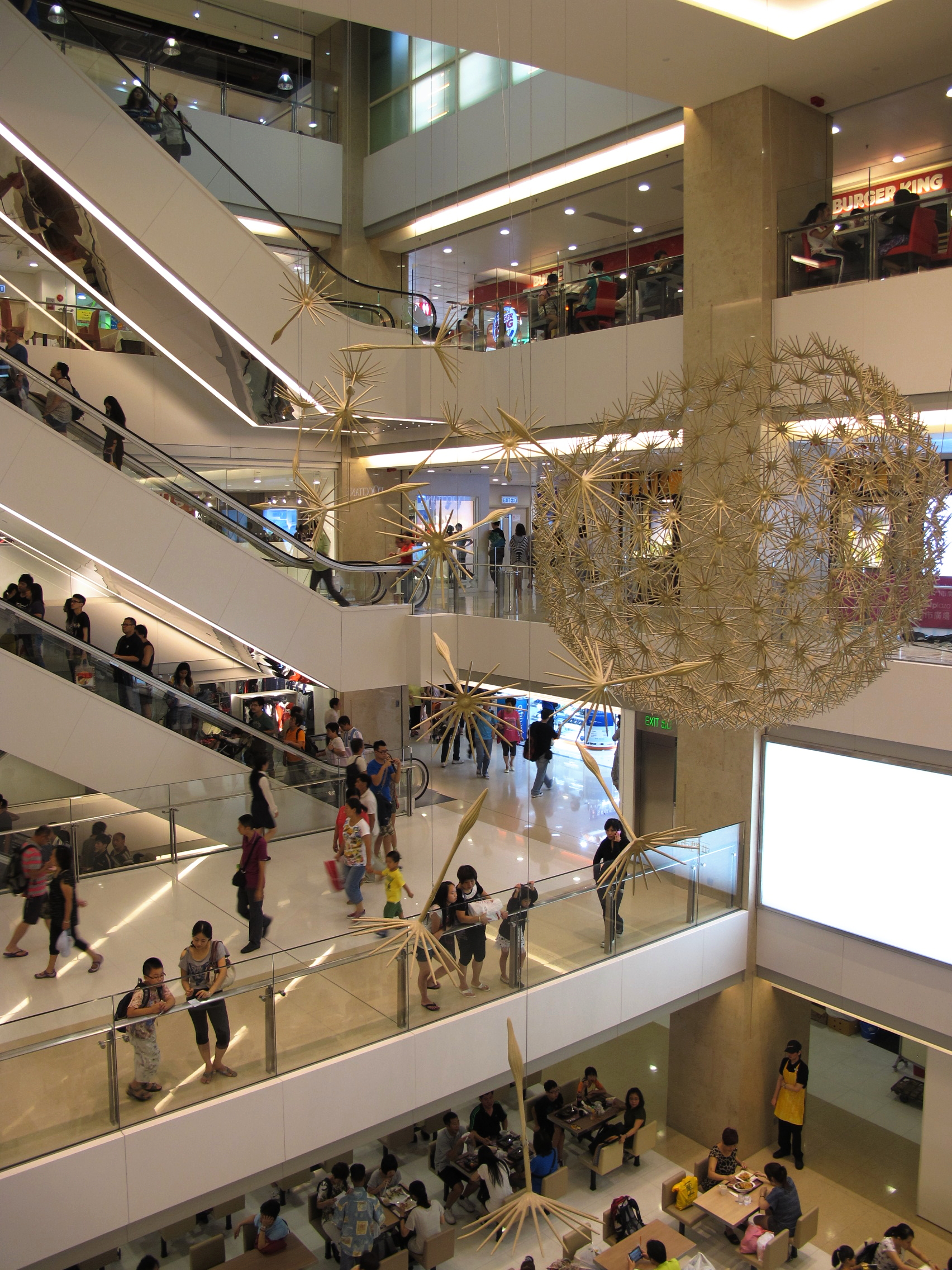
翻新後的中庭設藝術裝飾品

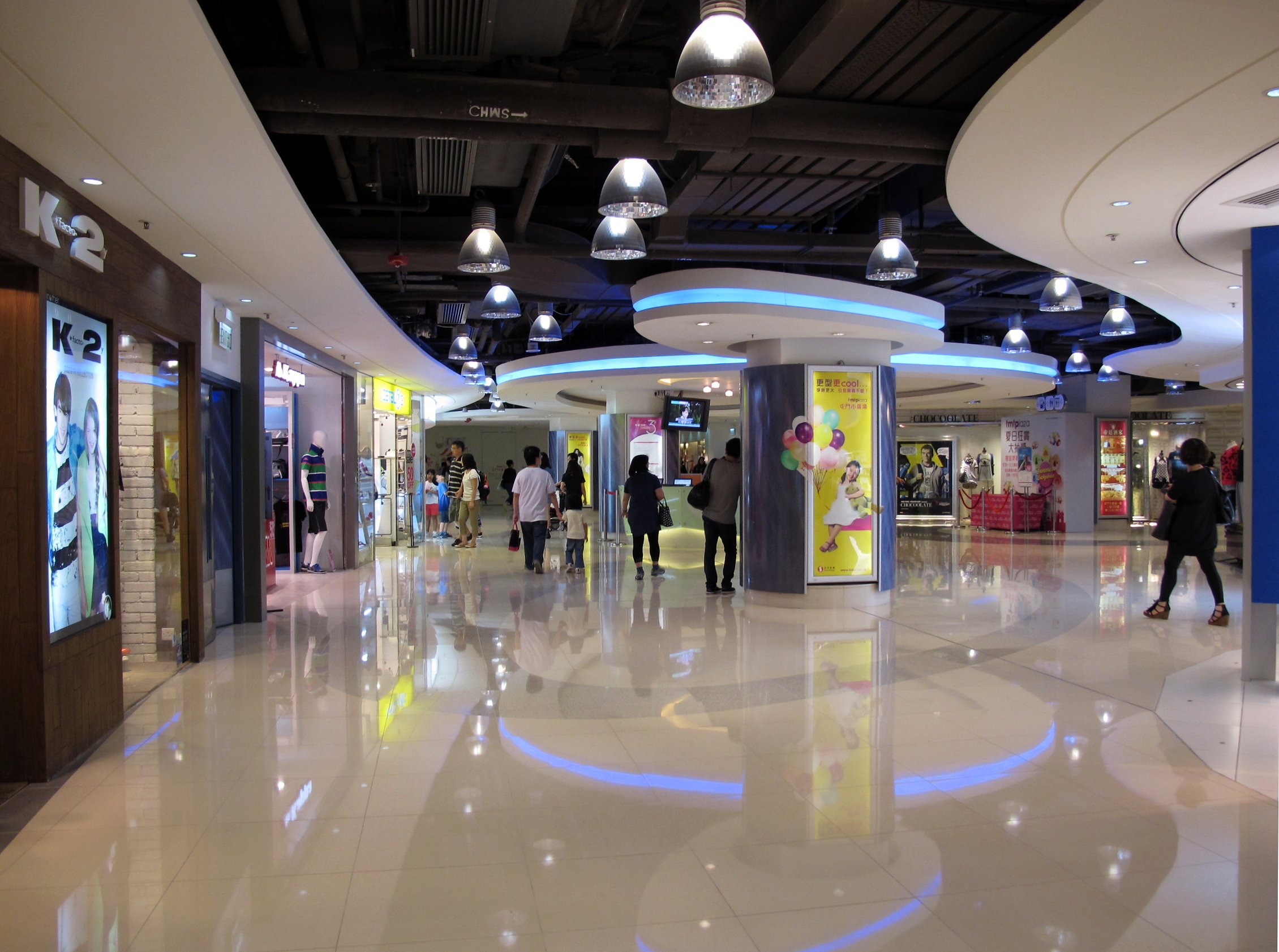
2005年，信和置業斥資3億元擴建商場第1期，將位於3樓的停車場變身成零售店舖

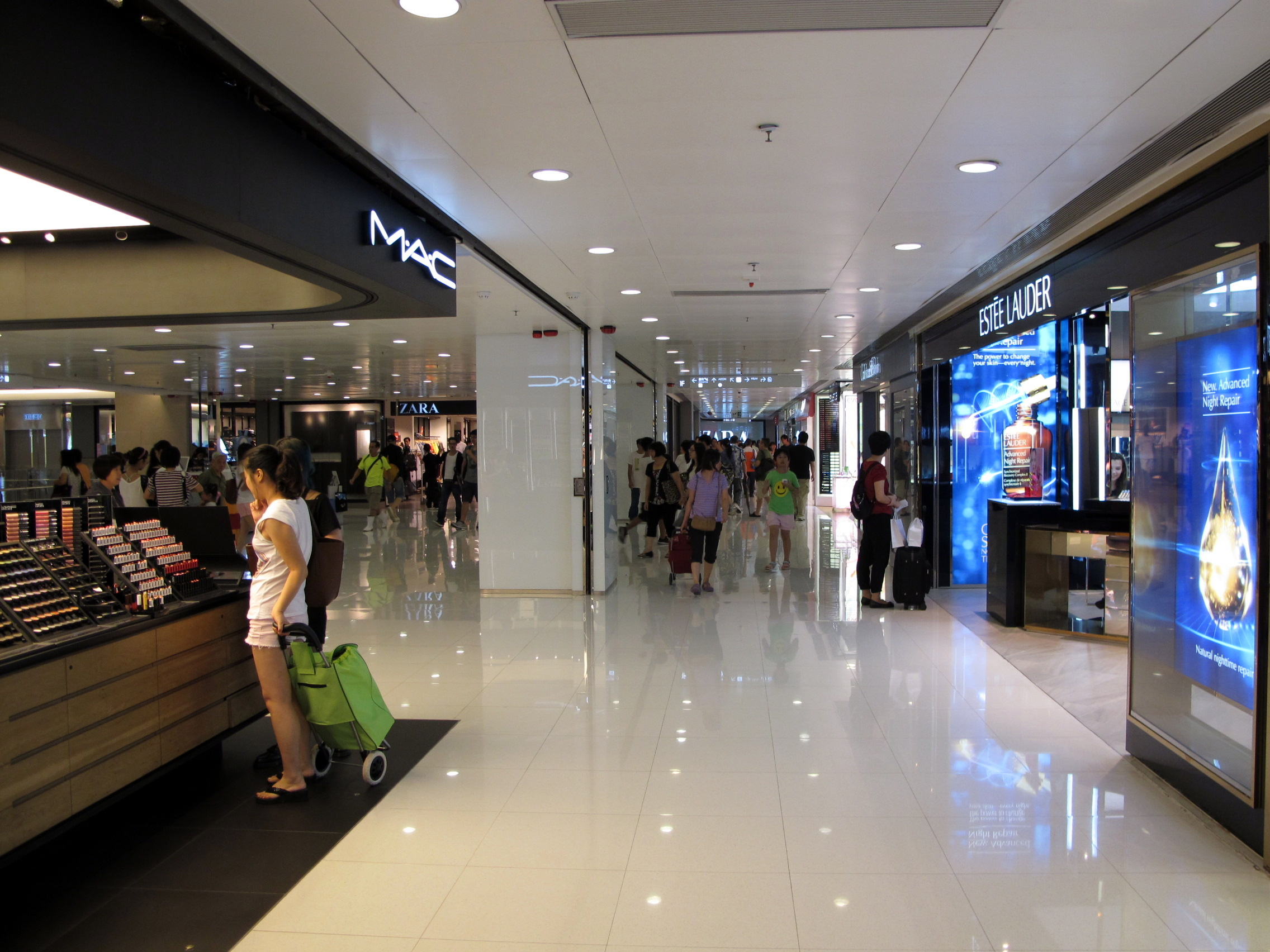
商場第1期1樓租戶國際著名化粧品品牌為主

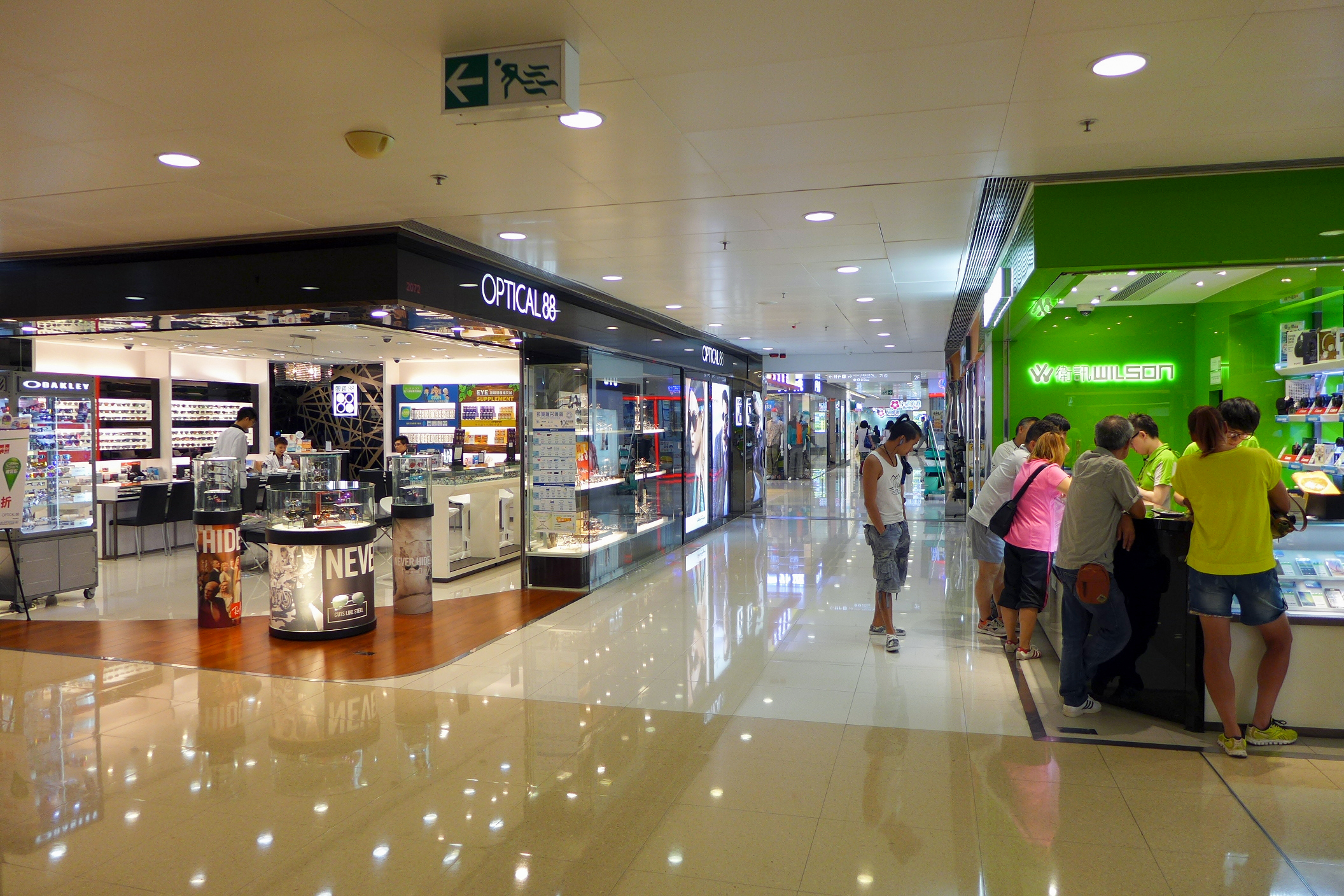
商場第1期2樓

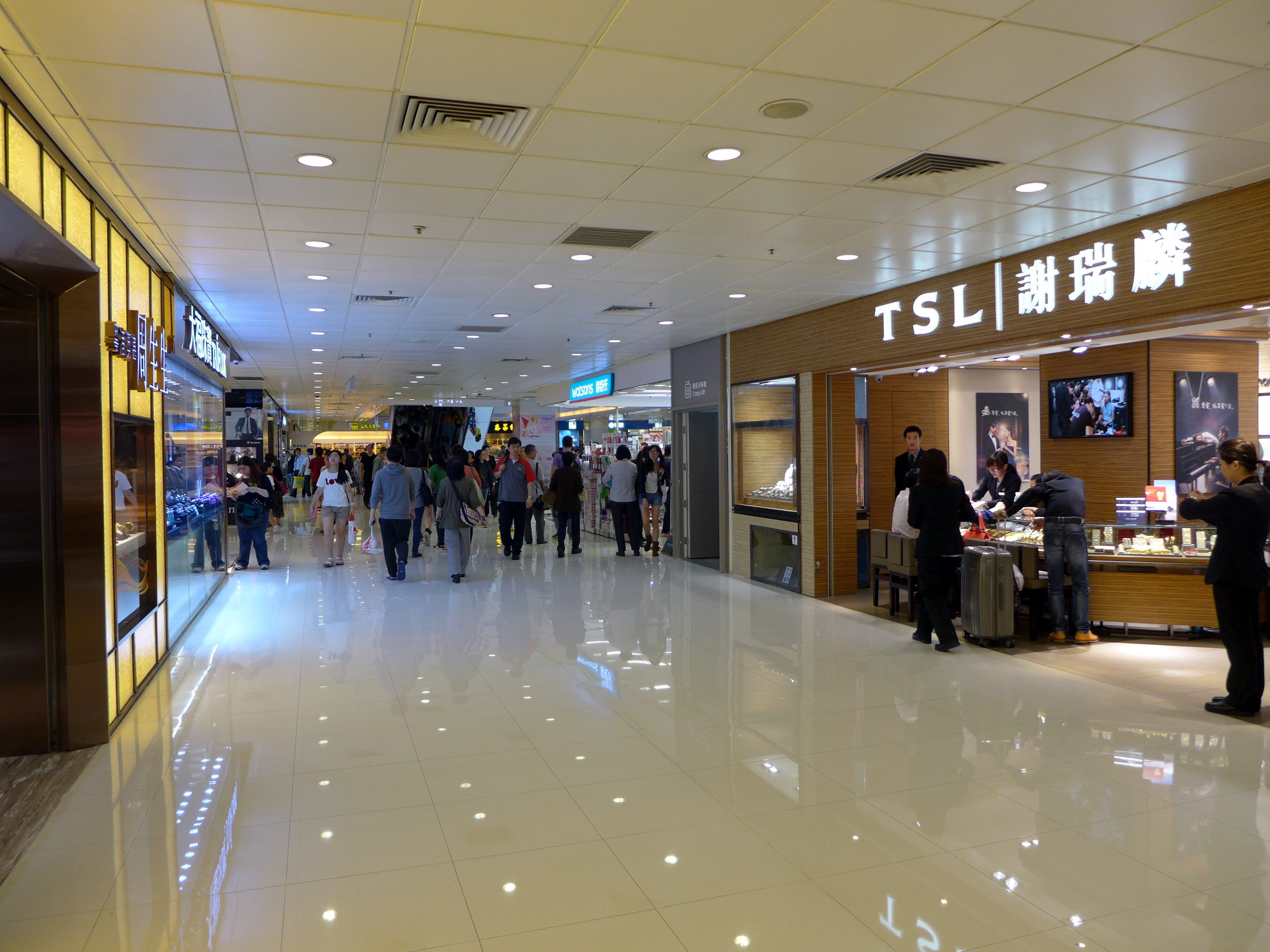
商場第2期租戶以鐘錶及藥房店為主，以吸引內地自由行旅客

家樂福超級市場於2000年9月結業後，惠康在2001年4月於原超市的上層開設了全港首間以「惠康超級廣場」（已搬遷）為品牌的現代化超市。該超級廣場佔地逾27,000平方呎，結集傳統街市及雜貨功能於一體。該新店亦設有多種特色服務，包括售賣不同種類的新鮮食品、游水海鮮、中式菜檔、壽司及流動小食攤位等。此外，更專設「BB街」及洋酒部，以照顧不同人士的需要。另一方面，大型時裝店I.T時裝，以月租40萬元租入家樂福原址下層10000平方呎樓面。業主把家樂福原址下層其餘部分重新裝修，分成多間商鋪，鋪位面積介乎258至10,559平方呎，包括山崎麵包，雞仔嘜及多間服裝店。
2002年年初，信和置業斥資7,000萬元為商場第一期進行龐大的外牆翻新工程，配合屯門市廣場「新世紀．新形象」。工程於同年4月完成。另一方面將部份商舖間細及翻新商場第2期。同年11月，商場2期美國冒險樂園結業後，由滙豐銀行承租11,200平方呎樓面。
2004年8月，商場為了吸引更多人流，特意在逢星期五及六延長營業時間至凌晨12時，迎合香港人夜歸的文化。同年12月，信和置業於商場第一期2樓開闢了一個「潮流堡」，設有10個面積約33呎的流動展銷亭，供年輕創業人士租用，租戶對象以售賣潮流產品等為主。
2005年，商場與智樂兒童遊樂協會設立全港首創的「i-kidz遊戲平台」。同年12月，信和置業斥資3億元擴建商場第1期，將位於3樓的停車場變身成零售店舖，擴建後零售面積會增加20萬呎，令整個商場面積增至逾100萬呎，店舖數目亦由約300間增加至380間。擴建工程分兩期進行，首期工程於2006年4月完成，擴建面積約5萬呎，初步會引入特色食肆及零售商店；而第2期工程則於2006年6月完工。工程還包括增加電動扶手電梯，由英國設計公司Benoy Ltd負責設計。3樓舖位面積由300多呎至數千呎，亦計劃引入戲院等娛樂設施。其中最貼近樓梯位的旺舖呎租可達150元，商場的食肆比例由現時的20%增到25%至30%，時裝店比例亦由21%增至30%。
另一方面，商場約有100至150個租戶續租，亦引入50個新租戶，包括日本DHC、The FACE Shop、味千拉麵及於意大利入貨的時裝配飾等小品店。

### 2000年代後期
2006年4月，信和置業斥資3,000萬元提升商場設施，包括翻新所有洗手間、增加兒童用廁、育嬰室及設備電子化、停車場全面使用八達通，及於顧客服務台增加收費服務，以迎合於年中完成的擴建商場工程。不過車位由時950個減至700個。商戶重組方面，由2004年2006年已轉換近70間商舖，並加入年輕人元素，另為針對內地客，亦已增加電器商戶數目。
2006年8月，商場3樓首批特色食肆及潮流年輕品牌商戶已開鋪營業，當中包括周記避風塘、eurogogo、越棧及全港首間RisoCafe等。3樓新租戶以時裝服飾為主，大部分為年輕品牌，以迎合區內客戶需要。同年9月，I.T集團其下品牌，包括5cm、Arnold Palmer、b+ab等，由原來2樓的13,000平方呎擴充至3樓的18,000平方呎；以及曾經是3樓的最大租戶，面積逾38,000平方呎的California Fitness，於12月中開業。其他進駐的新品牌包括Fancl House、Adidas及ans等。

### 2010年代
2010年8月引入兩大國際時裝品牌H&M及ZARA，合共租用面積達6.2萬平方呎的舖位，已於2011年首季開業。及後ZARA於2020年12月結業。
商場亦引進4個化妝品牌：SK-II、Lancome、Biotherm、Kiehl's，合共租用約8,000平方呎。此外，吉之島百貨店亦落實續租9年，合共3層的樓面面積與之前相若。商場主中庭、中庭、地台、外牆及假天花亦進行翻新工程。
2011年，商場引入多間潮流商戶，共有65個新商戶加盟及調遷，主要包括無印良品及Collect Point（已遷往V city）。商場在2012年加強鐘錶商舖，其中周生生、英皇珠寶、時間廊擴充，並引入勞力士等名錶，迎合內地客需求。2010年年屯市營業額76億元，較09年多收6億元，料2011年達80億元。
2012年，商場已有21個珠寶鐘錶租戶，佔樓面約1%。馬莎百貨於2樓租用2.2萬呎樓面。同年11月，國際品牌Calvin Klein Jeans和Calvin Klein Underwear、時裝店D-Mop及上班時裝Playlord；以及多個國際著名化粧品品牌，如Estee Lauder、Bobbi Brown、Benefit與植村秀等亦陸續登場，進一步鞏固商場於新界西北區的領導地位。
2013年，商場優化食肆組合以吸引人流，太興集團旗下的米芝蓮推介中菜「新斗記」（已結業）、「靠得住粥麵小館」（原扯為二期地下，新租戶為麥當勞，己遷往二期一樓），另有首次來港的日式食肆「金舌日本燒肉專門店」（已結業）及「牛一」（已結業，新租戶為御滿屋日本料理）等。近20個餐飲品牌陸續開業。
2014年，位於一期一樓的滙豐銀行遷出，舖位由國際時裝品牌American Eagle Outfitters（AEO）租用（於2020年11月結業，新租戶為Foot Locker），而於三樓的加州健身亦租約期滿，商場把其舖位分間成多間食肆，包括Berliner German Bar and Restaurant及名苑酒家。一期UG樓引入時裝品牌Mango（其後由萬寧Baby取代其位置，亦於2020年結業）。
2015年，位於一期地下的蘇寧電器租約期滿暫時結業，原址被分拆成多間店鋪，並安排原本位於二樓的電訊商及手機專門店遷入，其中數碼通及電訊盈科旗下的HKT, csl.及1010率先於六月下旬開幕，而衞訊則於七月開幕，另蘇寧亦於原址重開，但店鋪面積比之前縮減約一半。在店鋪重新組合後一期地下已被塑造成手機及影音專區。
至於一樓及二樓亦有約干變動，原先位於一樓的卓悅遷到二樓與萬寧、Colourmix和莎莎等為鄰，形成化粧及個人護理用品專區；而同層的「3香港」專門店則遷到鄰近的華都大道而未有跟隨其他電訊商遷到地下。
食肆方面，一期3樓別府駅前料理結業後被韓國人氣餐廳School Food取代，現亦已結業，新租戶為Bamboo Thai；而2樓Burger King快餐店亦結業，其後Habitu Cafe曾承租並於原址開業，現已結業。2樓該舖曾為美心食品旗下的Urban - Café Commune承租，現已結業，現時為韓國薄餅店Pizza Maru承租，於2023年5月4日正式開幕。
2018年，UA屯門市廣場戲院租約期滿，於3月11日結業後曾轉由嘉禾旗下最新品牌StagE營運，共有4個影院，提供近500個座位，投資額達3,000萬元，同時引入日式cafe，已於2025年6月30日結業。商場呎租100至700元，並設置多間Pop-up Store。
同年，一期3樓Baby Cafe結業後被Girl Boss取代，現已結業。租戶被「老媽拌麵」取代，目前已結業。

### 2020年代
2020年1月20日，第1期2樓屈臣氏全新「Tech-Fun玩美概念店」開幕，佔地逾4,500呎。同年2月，位於第1期UG061至075及1005至1059號店，面積約3.7萬方呎，租用近十年的H&M租約期滿，原定於2月29日結業，及後收回結業宣傳，至2021年2月才結業。
而商場亦受COVID-19香港疫情影響客流，各場內商戶先後結束營業，包括Café 360、girlboss、WANKEE Sports、I.T、一粥麵等。
場內的AEON亦於2020年2月時開始先後封閉男女裝部，玩具部等，又局部封閉超級市場進行改裝及裝修，於7月10日正式完成裝修，完全重新開業，面積由190,000平方呎縮減至140,000平方呎。佔地3層屯門店以「玩」、「食」、「住」為主題作每層的設計元素，亦於場內增設HÓME CÓORDY、Sports & Travel專區、Food Marché專區及KIDS REPUBLIC專區。完成裝修後，AEON位於一期UG082號舖（近UG樓H&M）的前玩具部、嬰兒用品部、內衣部及體育用品部等正式搬遷至AEON位於一期一樓的舖位。及後商場將UG樓大部份位置圍封進行裝修。
2020年中，商場出現不少空置的舖位。到同年8月16日，台灣洪瑞珍三文治首間香港分店於商場開幕，首天售出2,500件三文治。同年12月16日，日本北海道拉麵店一幻拉麵第四間香港分店於商場開幕，開業首五天更特設拉麵買一送一優惠。
2021年，日本迴轉壽司店壽司郎進駐屯門巿廣場，於2021年2月26日開業。而一期UG層多個舖位，以及ZARA舖位已經空置，Facebook群組「屯門牛」拍攝到疑似DONKI員工在場內檢視一份印有「DONKI」字樣的文件，隨即引來網民指“驚安之殿堂”唐吉訶德（Don Don Donki）極可能在該處開設新分店。2021年3月10日，一期UG層正式圍起唐吉訶德裝修圍板，於同年7月20日正式開幕，佔地2.8萬呎，為全港銷售面積最大的分店。商場中庭的大電視亦進行更換，改為橫跨兩層，達540吋的4K大電視。
2021年2月28日，2樓佔地2.2萬呎的馬莎百貨結業。到同年7月12日，富臨集團與屯門市廣場簽訂6年租約租用一期2樓2253A、2253B、2255 及2256A號開設美食廣場，基本租金總額約2,729.6萬元，可額外收取營業額租金，合約期將於9月1日起開始，首5個月為免租期，合約期至2027年8月31日屆滿。美食廣場Food Maze於同年12月19日正式開幕，場內設有十一間食肆，其中兩間為富臨經營，分別為Banchan & Cook及焼肉焔。
2021年11月初，一期UG層（唐吉訶德同層）大部份位置圍封逾半年後重開，分拆為多間舖位，美心食品集團擁有的星巴克重新裝修後於原舖位重開，而新進駐商店包括BEANS荳子，英王麵包店，GU，望月，以及由富臨集團經營的Terrace in Seaside等。
2022年3月，日本藥妝店松本清進駐屯門巿廣場一期UG層，於7月13日正式開幕。商場部分樓層假天花亦完成翻新，設流線型設計。
2023年3月，由AEON百貨特許經營的日本連鎖咖啡店客美多咖啡進駐屯門巿廣場一期地下AEON屯門店內，於6月16日正式開幕。
2023年8月，日本連鎖燒肉店牛繁的副線「一人燒肉實施店」第二間香港分店進駐屯門巿廣場一期UG層AEON屯門店內，於10月24日正式開幕。
2023年12月8日，馬莎再次進駐屯門市廣場開業，位置為1樓原Foot Locker鋪位。
2024年12月16日，由四洲集團特許經營的日本串燒連鎖店「鳥貴族」首間香港分店進駐屯門巿廣場一期1樓開業。

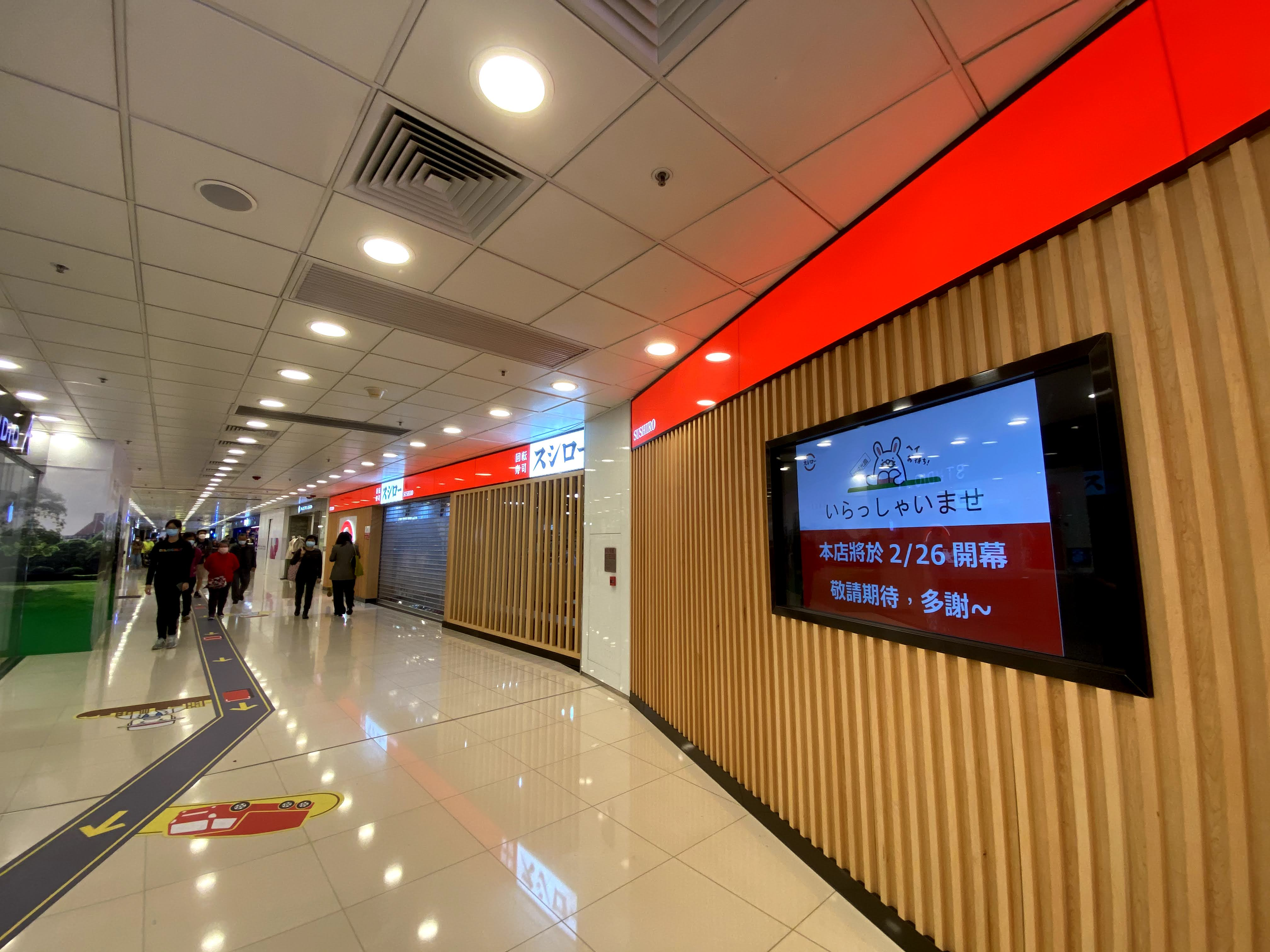
屯門巿廣場壽司郎（開業前夕）
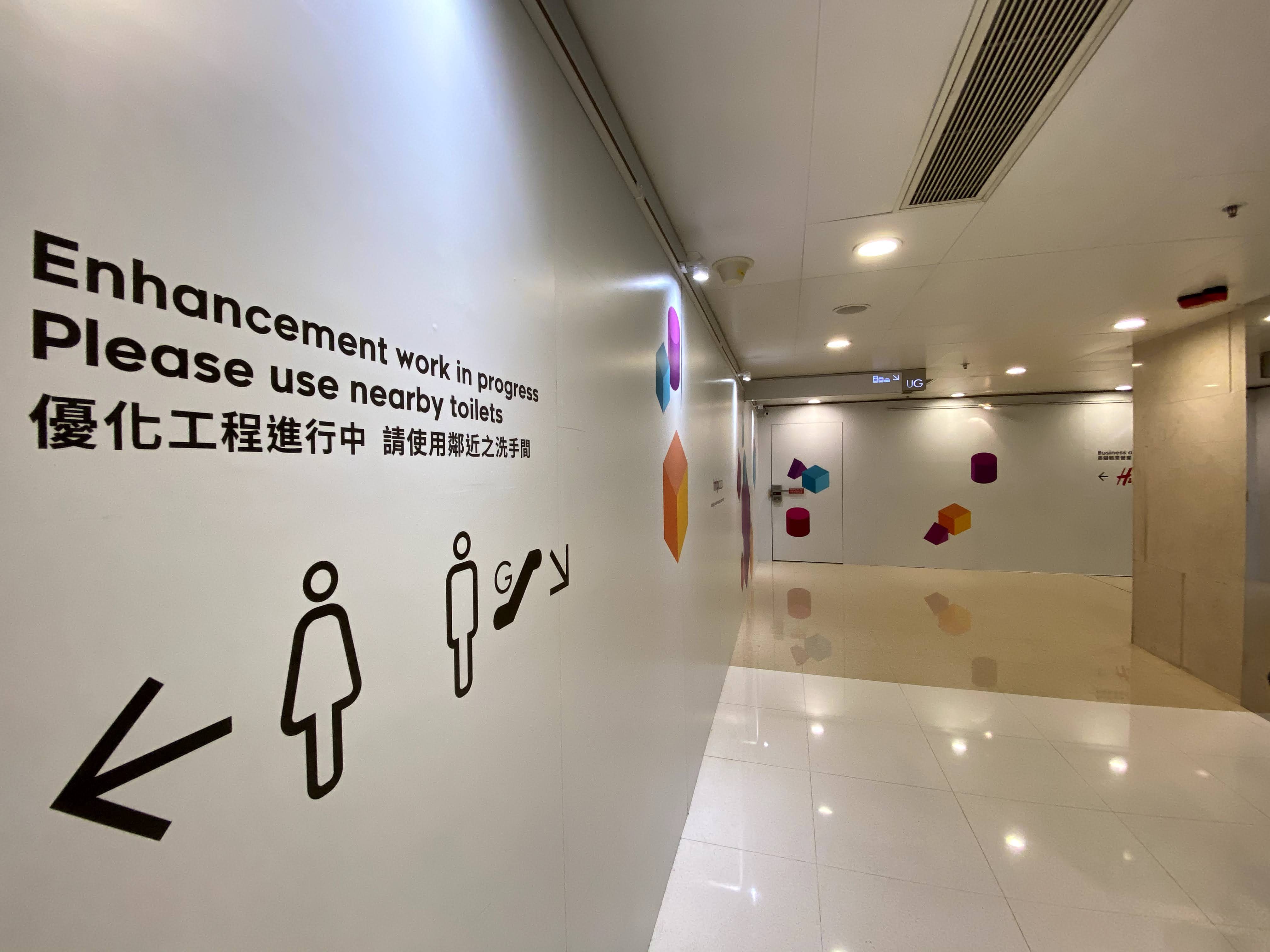
一期UG層多個舖位空置（2021年2月）
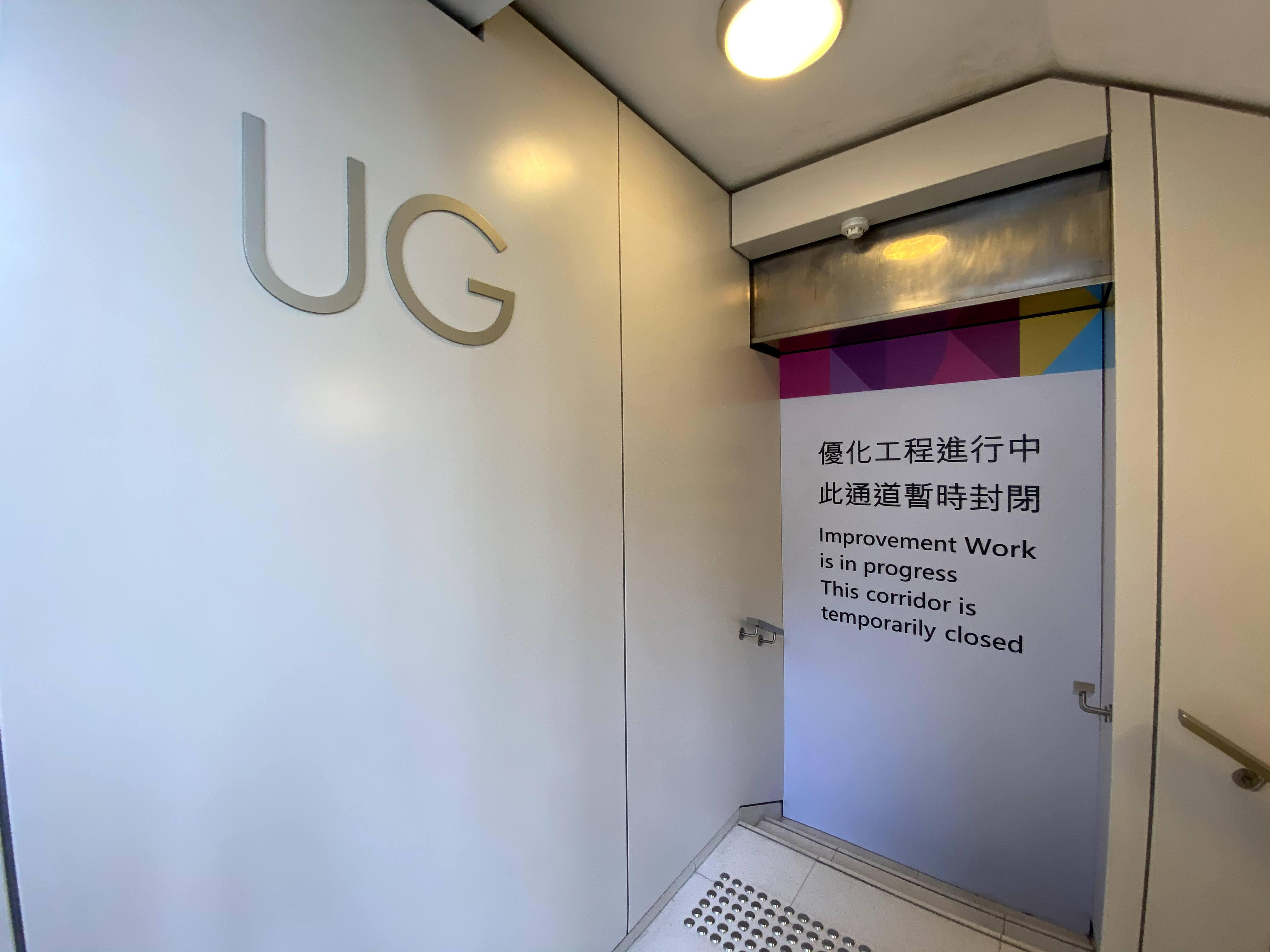
後樓梯前往一期UG層的通道被封閉（2021年2月）
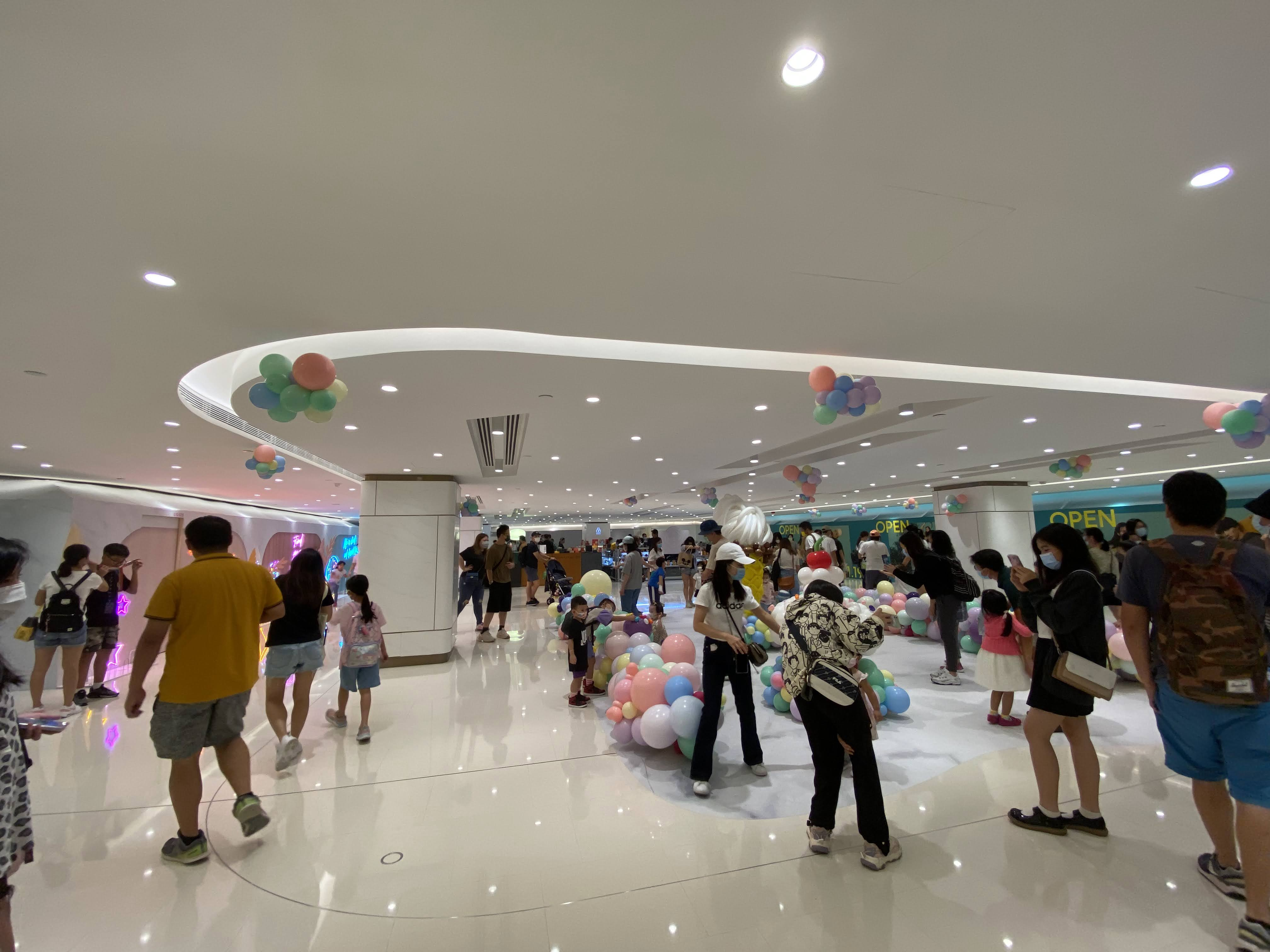
一期UG層裝修後新設空間（2021年11月）

## 商場設計
- 1樓的中央廣場（前身為音樂噴泉）是全新界最大的展覽場地，面積超過10,000平方呎，樓底高達60呎，舉辦過各種大小節目、展覽和推廣活動。現時中央廣場設有兩間Kiosk店於扶手梯旁，包括蛋糕店Twinkle Baker Décor及日本法式甜品店Chateraise。
- 近年投資3億元進行擴建，樓面超過1,000,000平方呎，擁有400多間商鋪，業務種類繁多。

## 現時商店類型

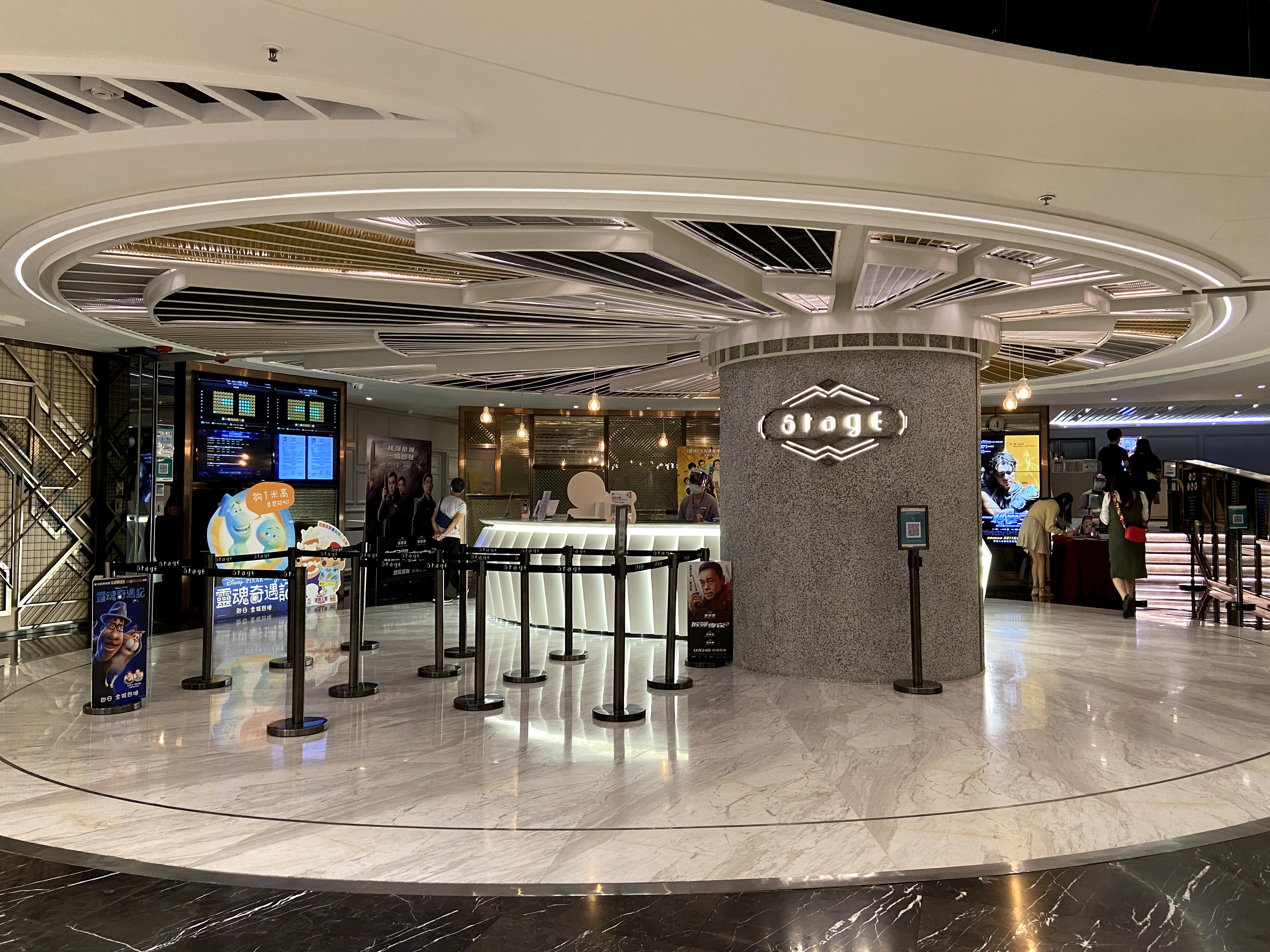
屯門市廣場3樓Stage Cinema tmtplaza戲院

- 永旺百貨（AEON Stores，前稱吉之島）位於1期地下至1樓，面積達140,000平方呎，並設有一個超級市場。這是永旺百貨罕見店，直至裝修前仍保留原八佰伴風格。
- TasteXFRESH超級市場位於2期2樓全層，為該區最大的超級市場，佔地2.8萬呎。
- 2021年開業的Don Don Donki佔地2.8萬呎，為全港銷售面積最大的分店。
- 場內有大型酒樓、咖啡室和多間食肆，亦有各式環球美食可供選擇。有中式和日式，也有意大利、法國和東南亞各國風味的美食。
- 位於1樓及2樓的時裝廣場，匯聚100多間時尚服裝店，供應來自歐洲、日本和東南亞的時裝便服。
- 位於3樓停車場因使用率低而改建成數十家商舖，包括5cm、b+ab等，並於一樓中央旁興建扶手電梯直達3樓，以增加其人流。
- 而在3樓開放後，2樓的商戶陸續遷往3樓，2樓北面則重建，現時為富臨集團美食廣場Food Maze（2021-）。
- 玩具反斗城及星巴克宣佈落戶屯門市廣場，分別設在2樓、3樓及1樓（後遷往UG樓）。
- Stage Cinema tmtplaza於上址開業，設有4個影院，近400個座位，嘉禾全線結業後於2025年7月1日由中國星軼影城接手經營。
- 其他名店包括蘇寧電器、百老匯、無印良品、UNIQLO、GU 、壽司郎 、松本清、LEGO、牛角等。

## 平台

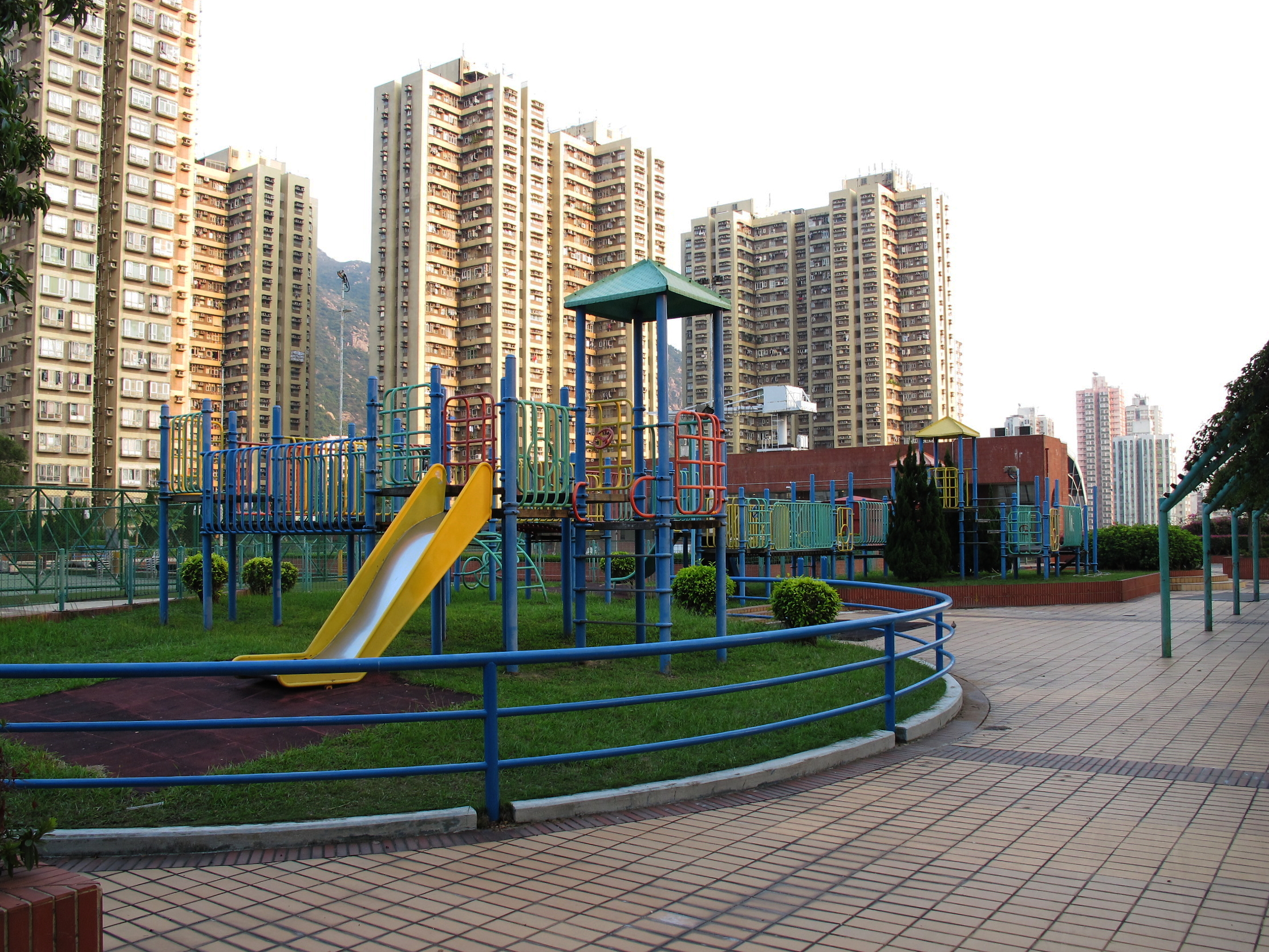
屯門市廣場4樓兒童遊樂場已荒廢多年

屯門市廣場1期4樓平台早年曾對外開放予公眾使用，設有不少康樂設施，當中主要包括橫跨兩層的兒童遊樂場、高爾夫球場、滾軸溜冰場及2個網球場。不過該平台在90年代後期一度列為商場禁區。直至2009年8月被地政總署列為公共空間才重新對外開放，現有設施包括兒童遊樂場、籃球場、壁球場及網球場等。唯部份設施已荒廢或已失修多年，因此使用率不高，成為吸煙人士的聚腳點。平台現於每日上午7時至下午7時開放予公眾使用。
雖然發展商信和承認需負責管理及維修保養靜態的平台空間和兒童遊樂場，但沒有得到妥善處理。其中兒童遊樂場部分更需要屋苑法團致電1823政府熱線投訴後，才能夠逼令發展商完成翻新工程。屯門市廣埸一期法團主席趙金滿批評發展商只按照最低標準完成工程，而入面啲設施並不符合規格。目前平台其他設施仍然重門深鎖。民主黨成員陳樹英更指出發展商申報的6,000平方米公眾休憩空間只限兒童遊樂場及靜態空間，並不合理。而目前商場前往四樓平台的扶手電梯亦長期封閉。

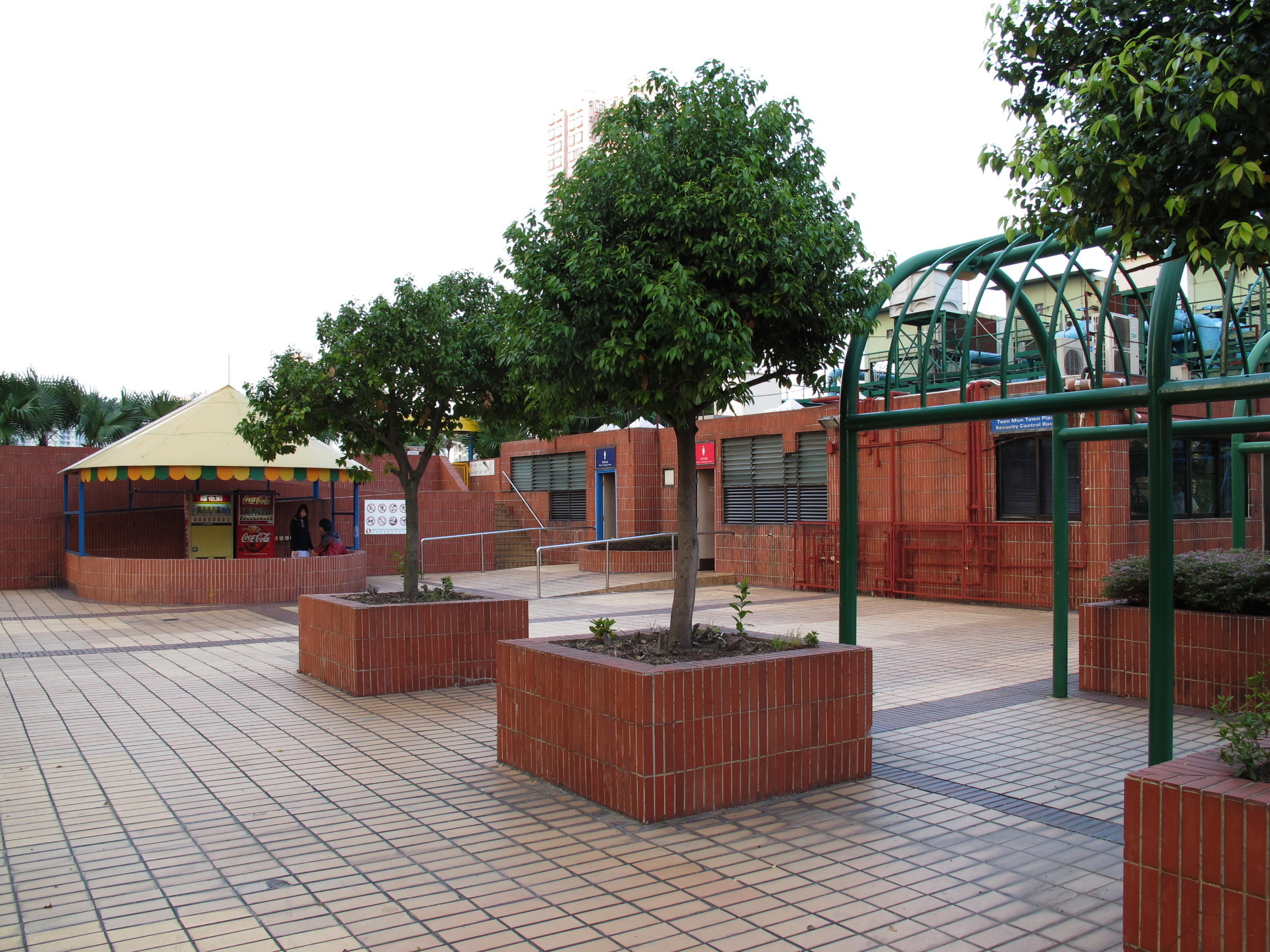
4樓平台
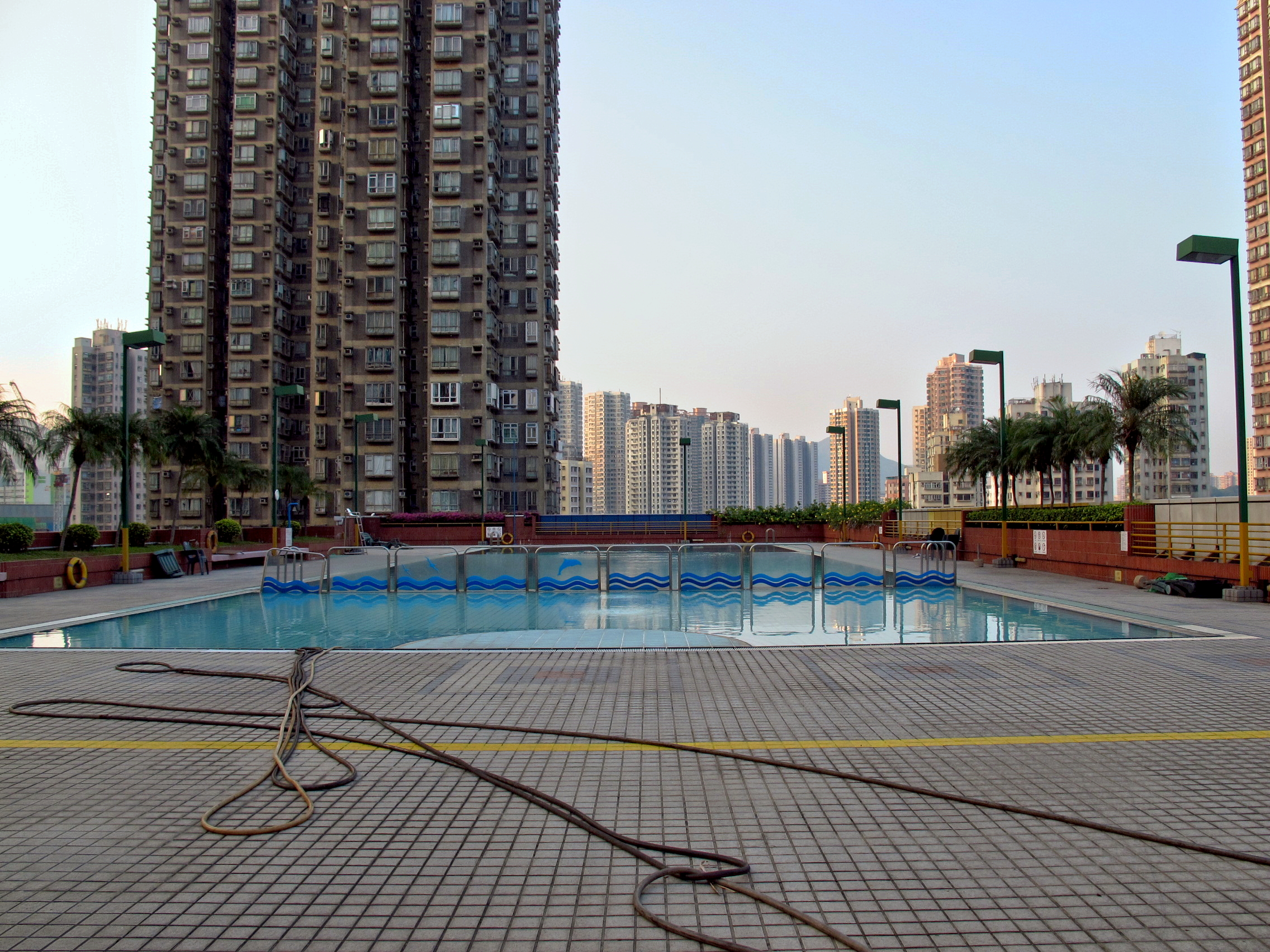
住宅部份游泳池
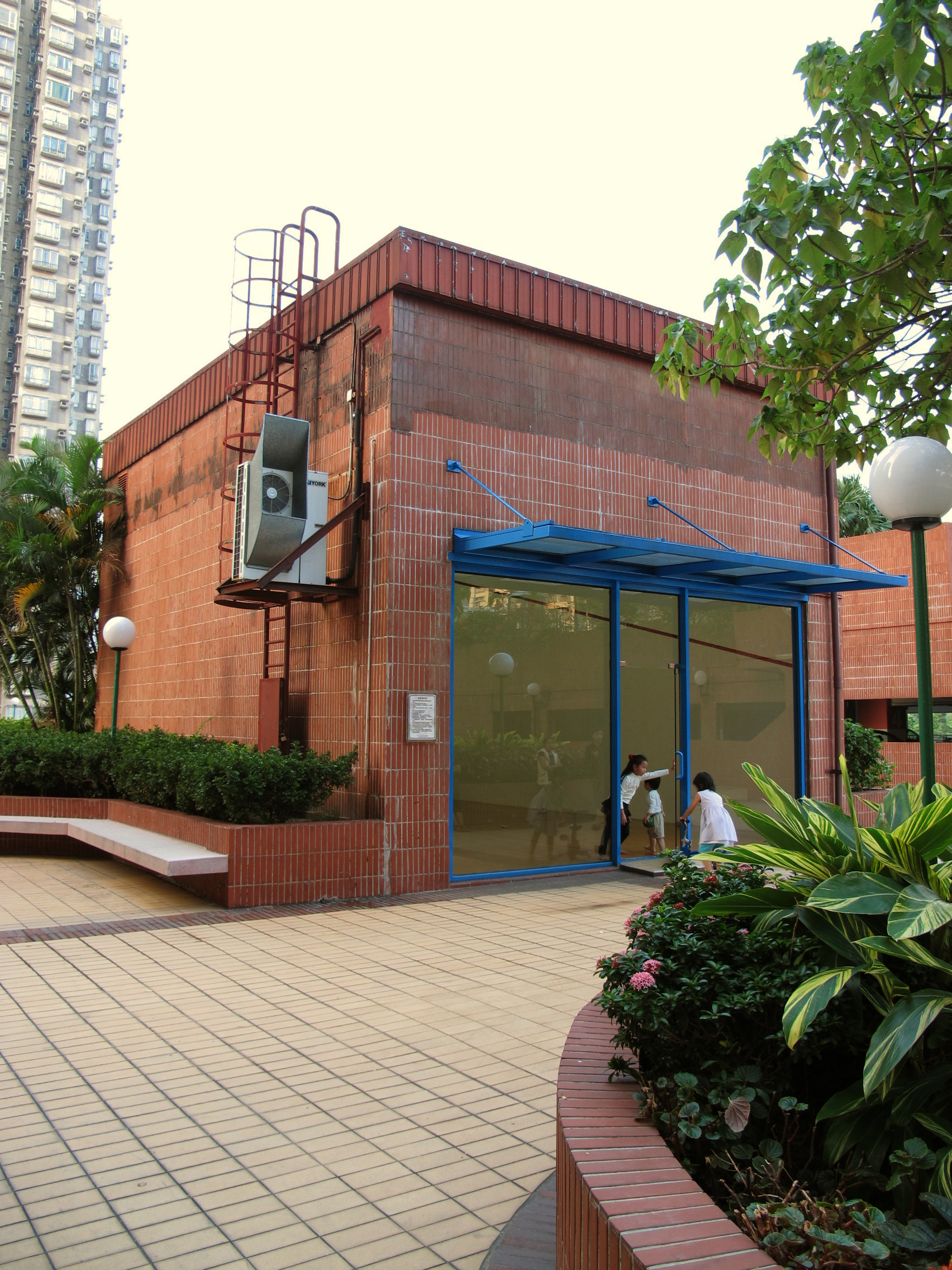
壁球場
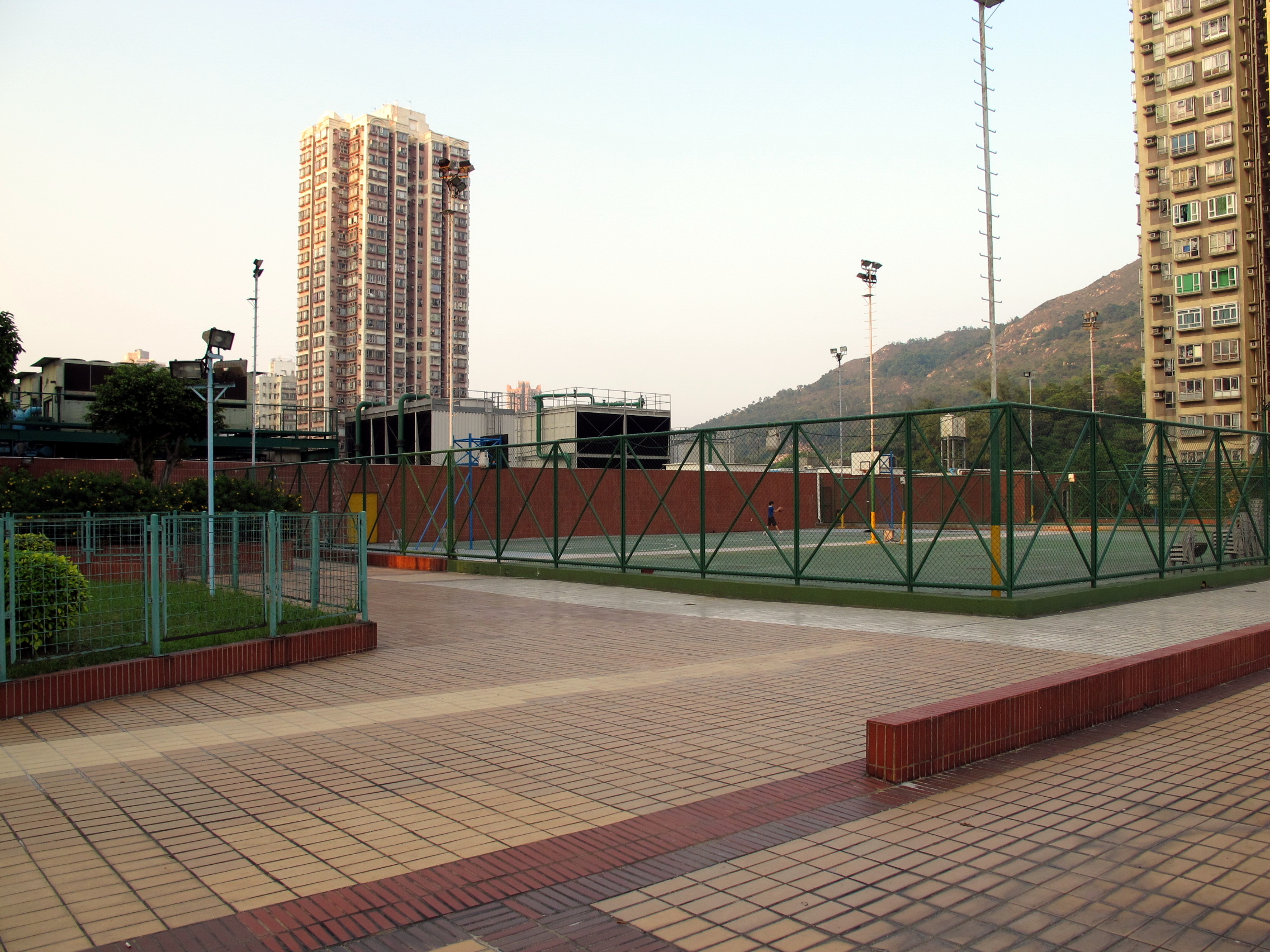
籃球場

## 行人天橋

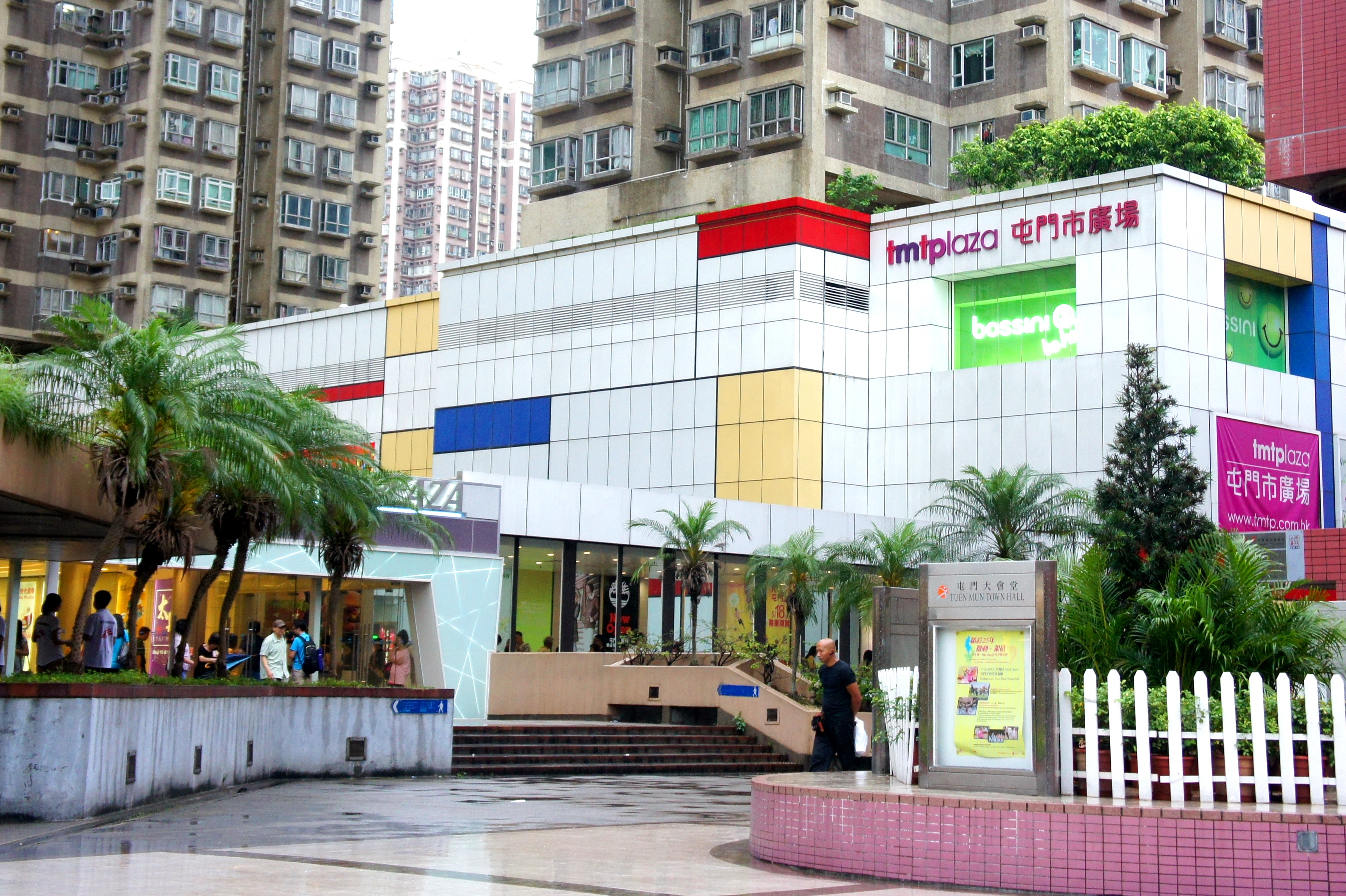
連接屯門文娛廣場與屯門市廣場一期西南角的行人天橋

屯門市廣場1期共有5條行人天橋連接，2條連接屯門時代廣場南翼、另外屯門時代廣場北翼、華都花園以及屯門市廣場2期各1條，全部在深夜都會關閉，要橫過屯門公路只有靠市廣場內的24小時通道。
屯門市廣場2期設3條行人天橋，分別來往錦薈坊、屯門市廣場1期及輕鐵杯渡站。

## 停車場
屯門市廣場1期地下至4樓均設有停車場，2期B樓及地下，3期B3樓至地庫亦設，備有逾1000個泊車位，每天24小時為顧客和租戶提供服務，吉之島及Taste超級市場更為顧客提供泊車優惠。

## 軼聞
- 1988年，成龍的電影警察故事續集曾在屯門市廣場1期進行拍攝
- 2021年7月23日中午，ViuTV為了宣傳2020東京奧運而在商場舉辦《夏日電視賞》記者會，並邀請人氣男團組合MIRROR及ERROR全員到場。逾千名鏡粉在活動前一晚出動凳子和橫幅等物品到場「霸位」。適逢該組合目前極受歡迎，再加上在三日前驚安の殿堂於商場開設分店，因此有網民用「屯門陸沉」和「屯門壓力測試」形容。而商場保安在晚上11時勸喻粉絲離開，商場員工已清走大部分「霸位用品」。到23日早上8時，大批粉絲再次到商場霸位，商場2樓至3樓更企滿了人，記者目測有超過千人，當一眾成員上台後，現場尖叫聲從未停頓過。[19][20]

## 重大事件

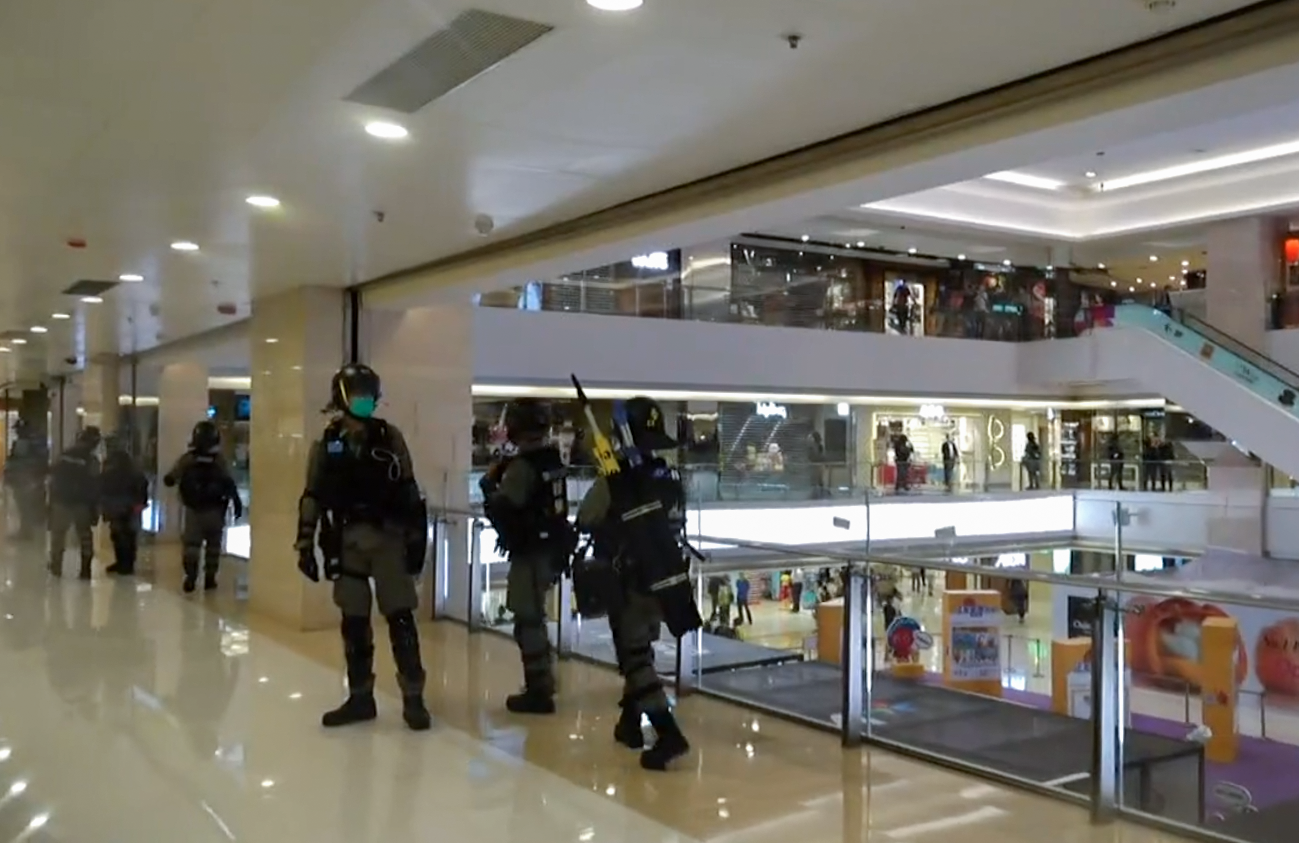
2020年5月5日屯門和你唱，大批防暴警員進入商場多個樓層拉起封鎖線

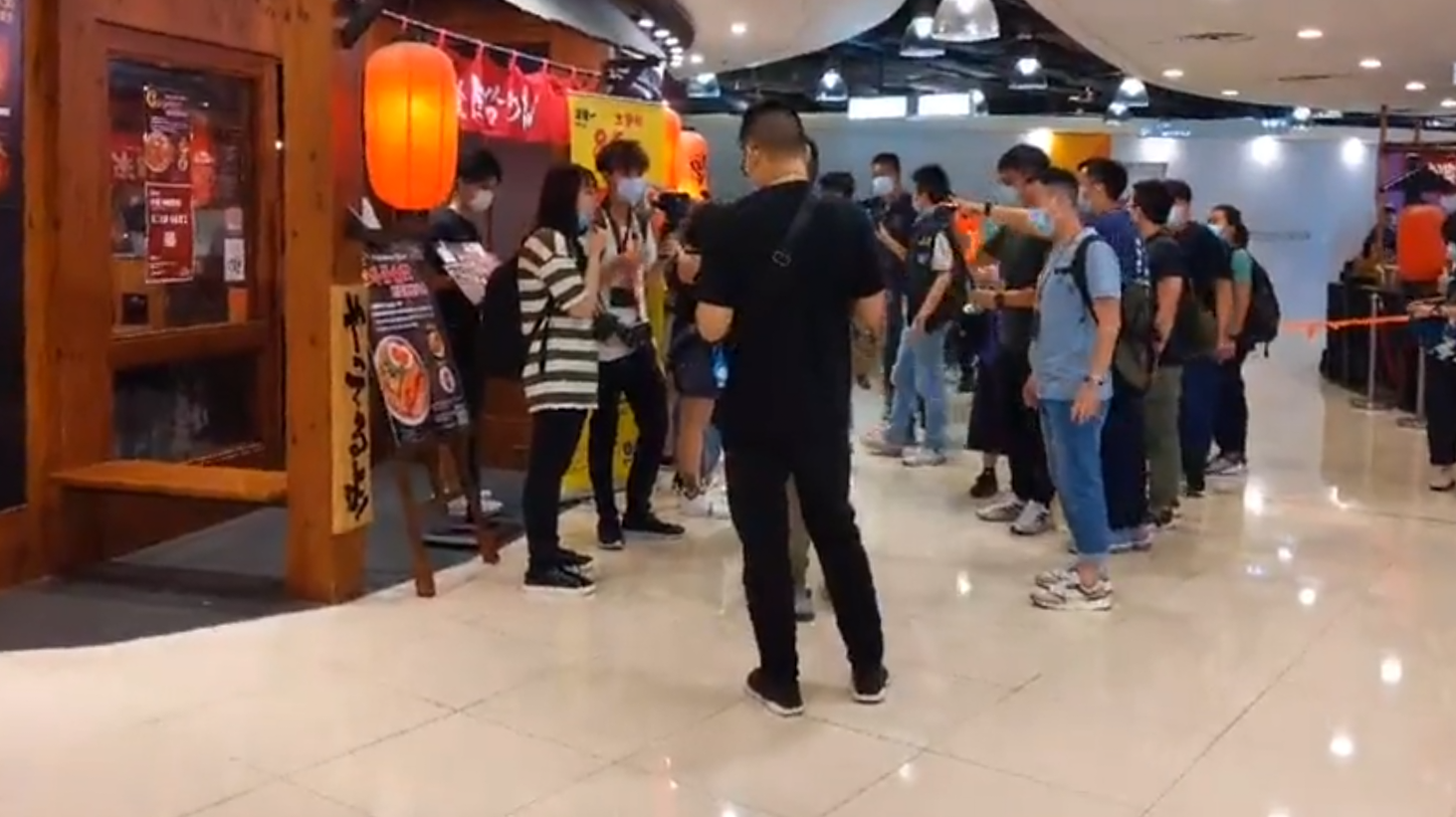
2020年8月11日晚上，10多名便衣警員在3樓餐廳外包圍記者進行截查

- 1999年4月13日早上11時許，一名曾任職文華東方酒店的44歲保安員因「深感苦悶」，在吉之島美食廣場引爆自製炸彈，其後發生爆炸，造成1名女食客受傷，6塊玻璃窗震碎和部分假天花板脫落。結果吉之島停業5小時。警方在爆炸後12小時根據電話紀錄，拘捕一名有繃帶包紮，手部受傷的可疑男子。到同年7月，犯案者在庭上承認一項勒索罪，最後監禁1年半。[21]
- 2011年，一名77歲老翁於7月初在屯門市廣場兩個冷卻塔染上退伍軍人症，衛生防護中心均驗出含退伍軍人症桿菌，其中商場冷卻塔的桿菌濃度更屬高污染量。雖然政府未能確認商場冷卻塔是否老翁染病的源頭，但消息指屯門市廣場已即時清洗冷卻塔以策安全。[22]
- 2020年5月5日晚上7時許，約有50多名市民在屯門市廣場到場叫口號及唱《願榮光歸香港》。活動開始前，多名便衣警員商場中庭範圍截查多名市民的身份證，並用「大聲公」呼籲他們散開，並一度在頂層拉起封鎖線。到晚上7時27分，大批防暴警員進入商場多個樓層拉起封鎖線，部分商舖開始落閘。警員更使用商場廣播系統，警告現場人士「你正在違反「限聚令」。到晚上8時許，防暴警一度撤到商場外戒備，而區議員在場內要求警方和保安解釋封場原因，期間一名筆便衣警員身中水樽輕傷。防暴警察再度進入商場驅散市民。到晚上9時15分，多名屯門區議員包括曾振興、李家偉、張可森和黎駿穎，於4樓平台遭到約20名警方截查。[23]區議員其後表示發現警方用商場廣播後，到4樓保安控制室要求管理人員解釋，但職員卻致電通知警方，區議員被截查和作警告後放行。晚上9時45分，一名手持飲品的男少年，突然被多名防暴警員制服及截查。而失明律師陸小姐也被帶入封鎖線內，引起市民不滿。到晚上10時許，防暴警準備離開時，再度返回商場，並截查的4女1男，被票控違犯「限聚令」。行動中警方向1男5女發出告票。[24]

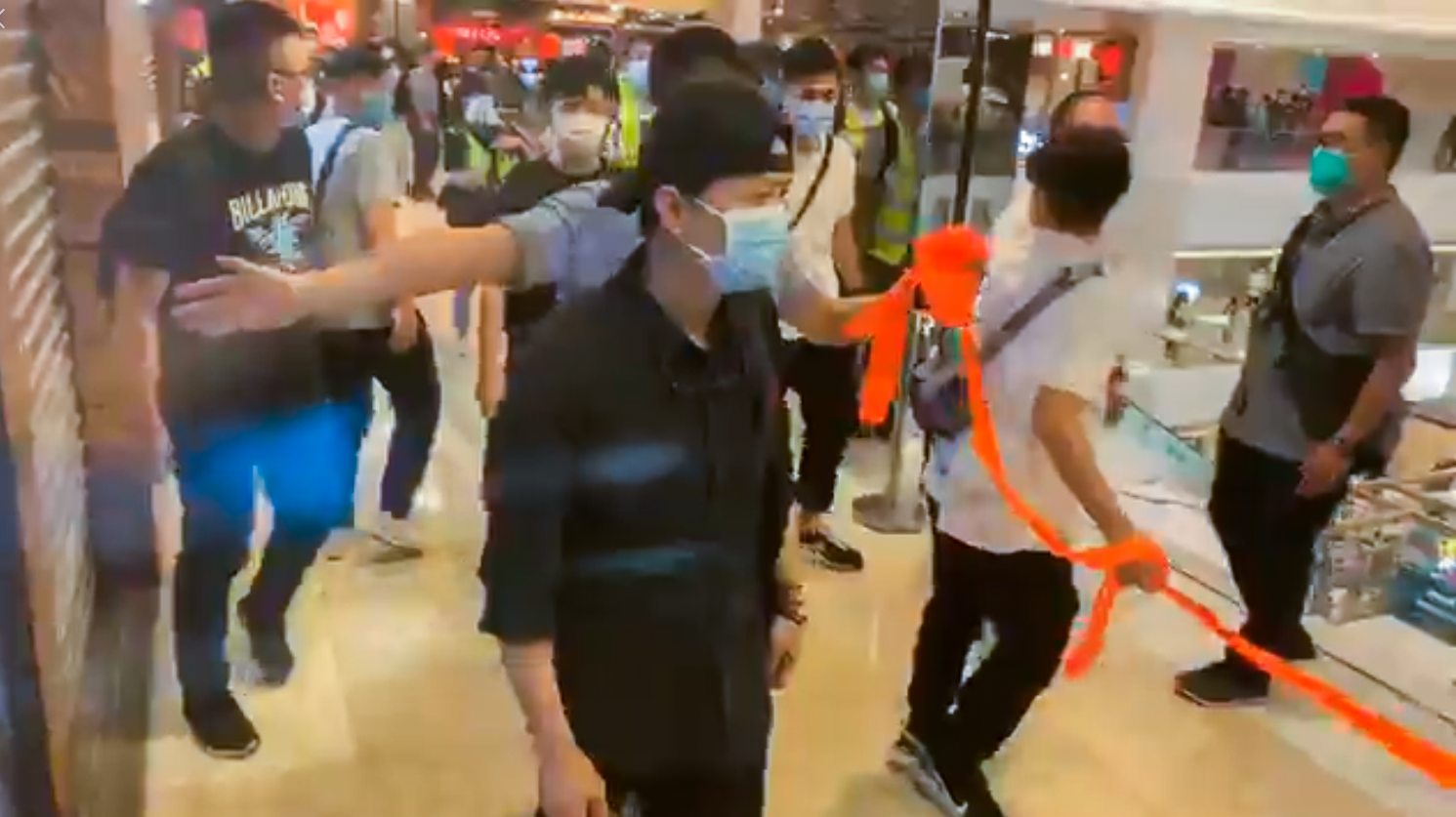
便衣警員一度在3樓拉起封鎖線
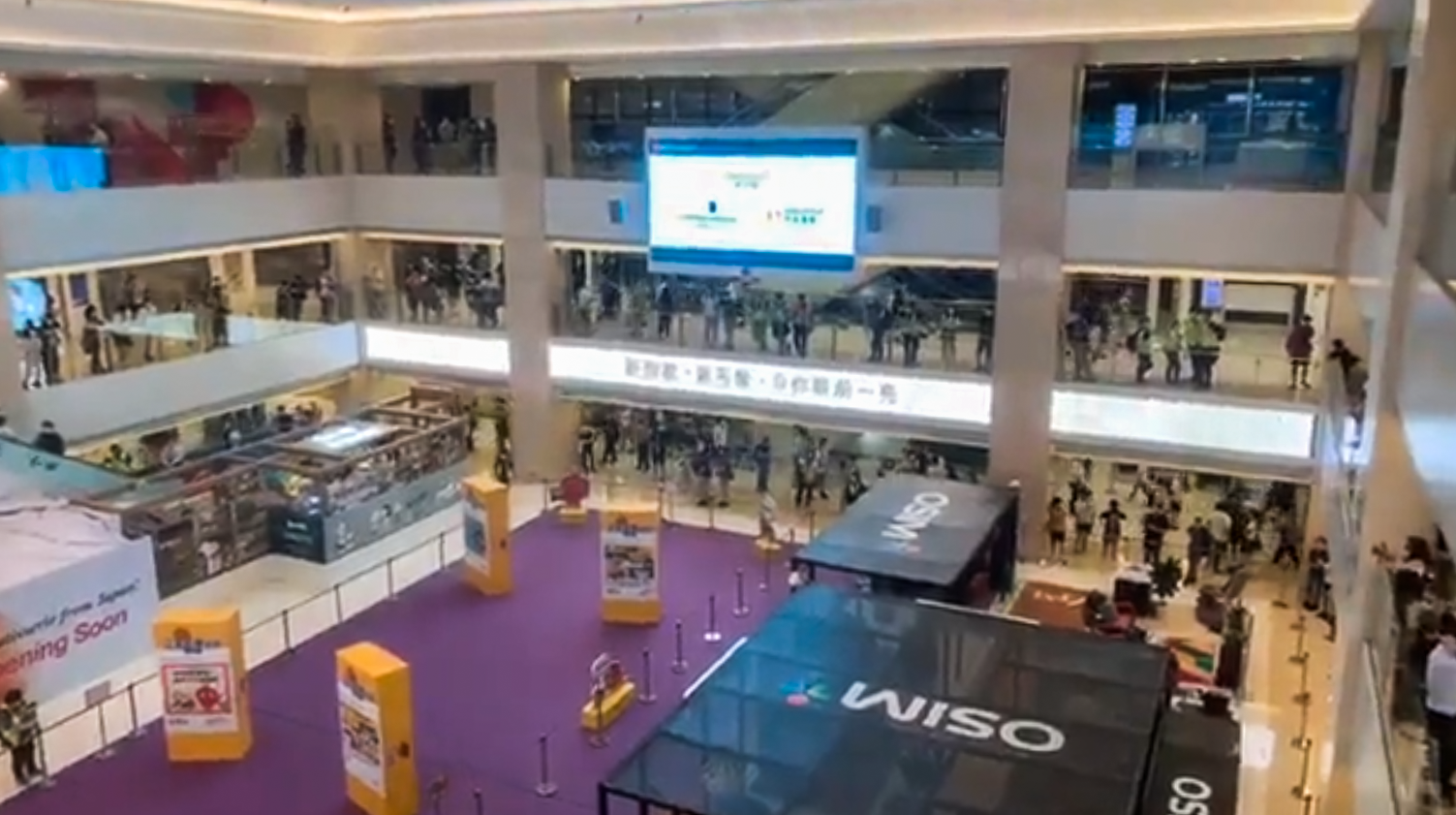
商場中庭有不少市民到場
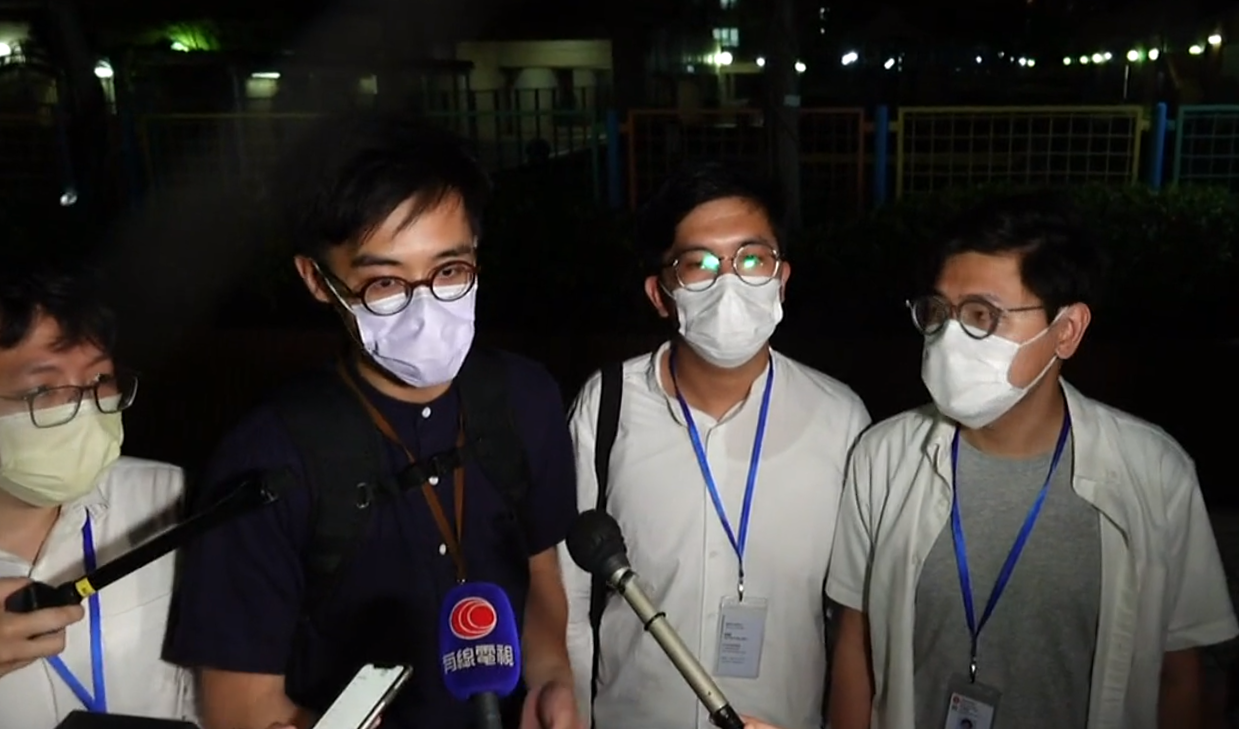
屯門區議員曾振興、李家偉、張可森和黎駿穎，於4樓平台遭到警方截查，其後見記者
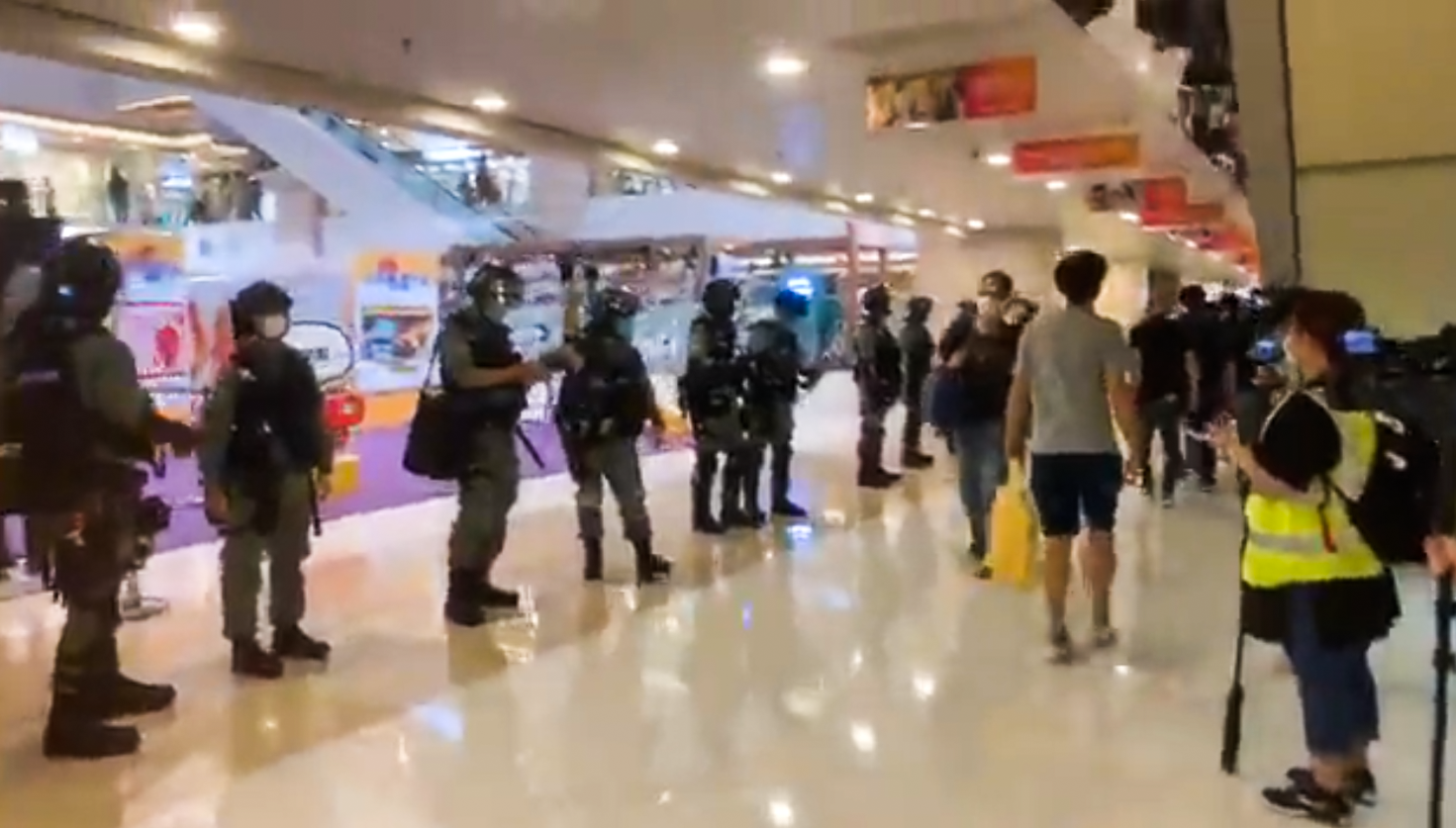
大批防暴警員在商場1樓中庭設封鎖線
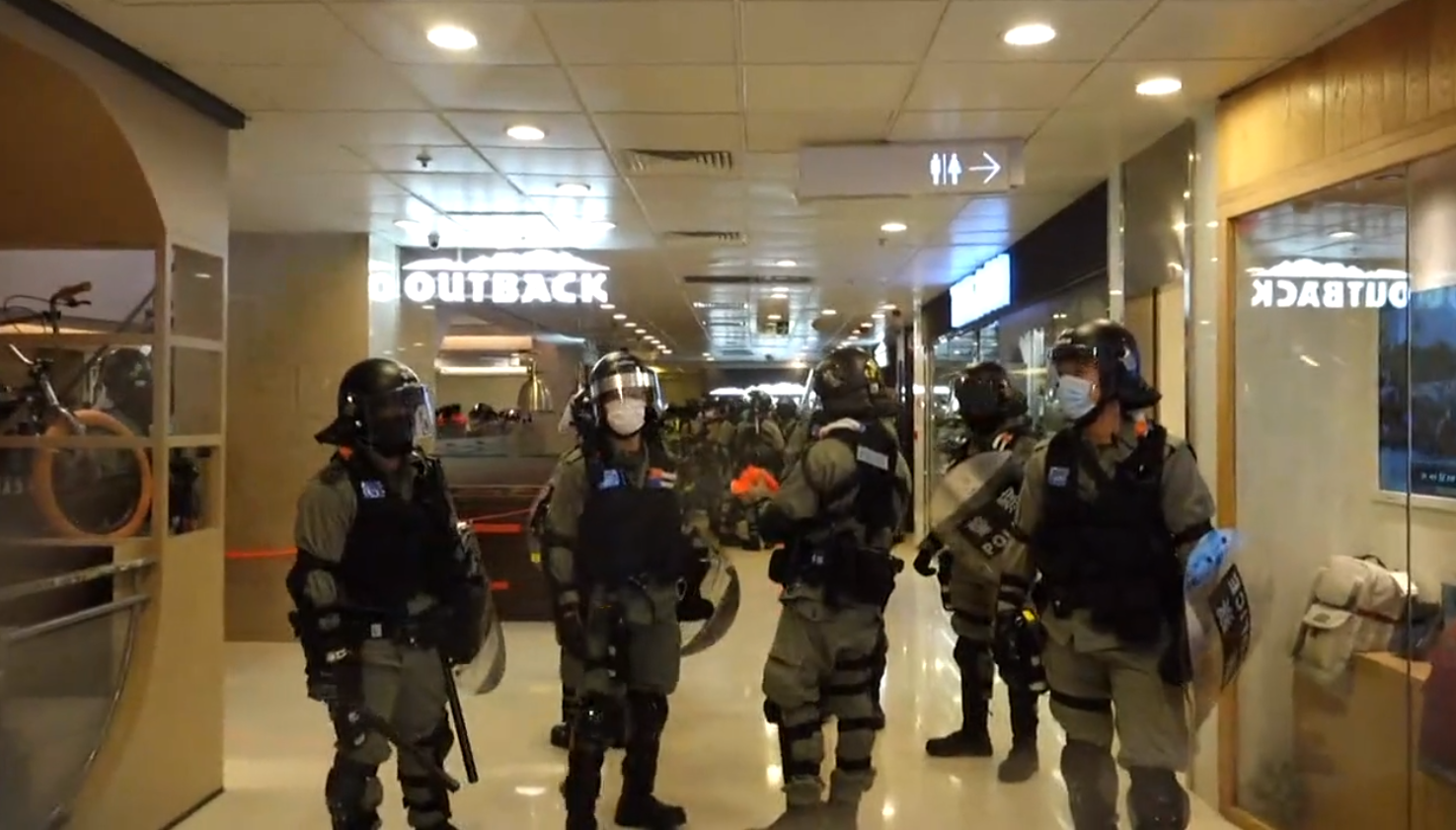
大批防暴警員在商場2樓封鎖
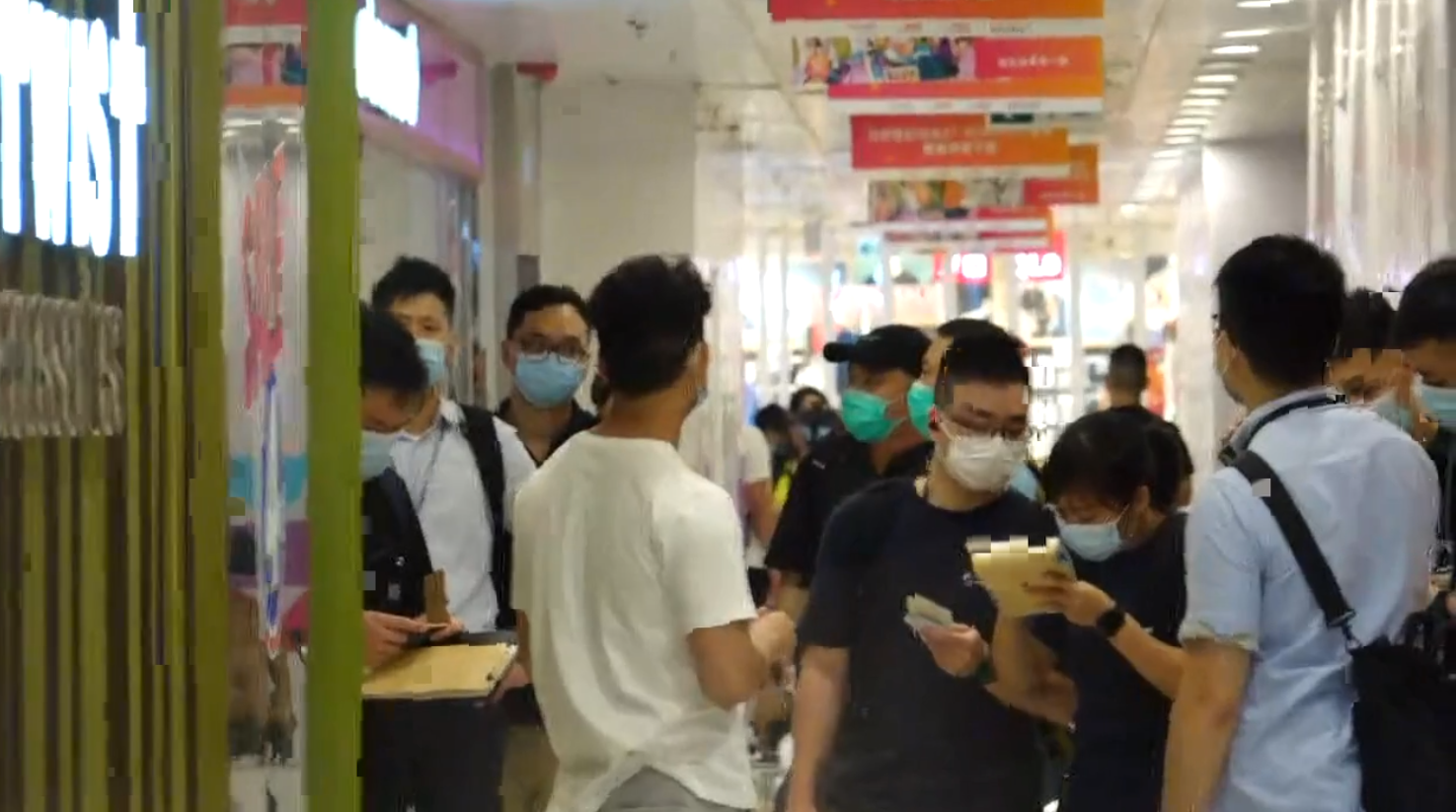
多名便衣警員票控在場的市民違犯「限聚令」
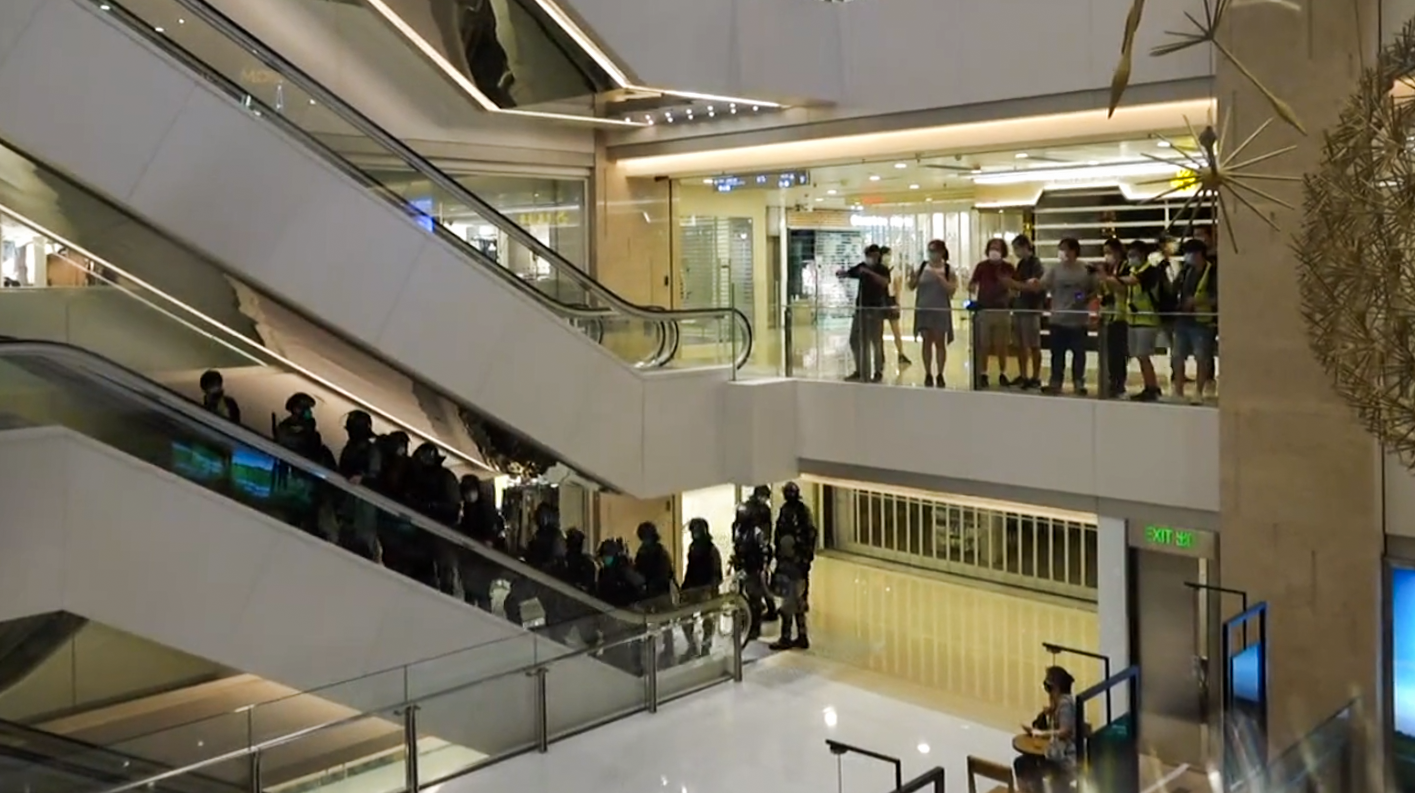
晚上10時許，防暴警準備離開時，再度返回商場
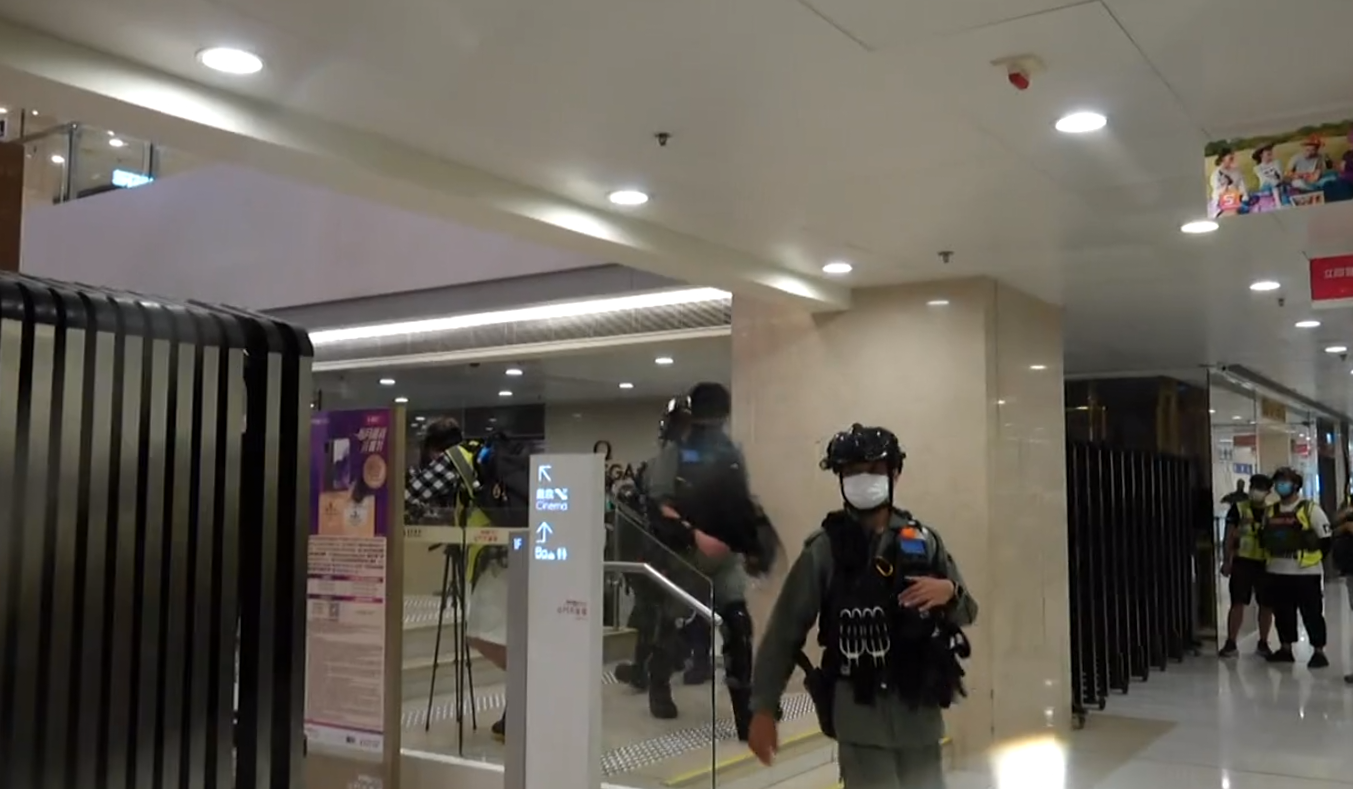
防暴警在晚上11時離開，而商場也準備關閉

- 2020年5月10日下午，在「多區和你Sing」活動中，中庭範圍有過百名市民叫口號，而警方派出大量便衣警員在中庭各層監視，並截查靠近中庭的市民，要求他們解散。有一家四口被截查後與警員理論，表示只是一起逛街，人數沒有超出「限聚令」8人上限，其中一人指自己被嚇至不適。而另一名市民表示懷疑被便衣警員拍下大頭照後，發現他同時搜查其他市民。其後警員將該名市民和附近幾名圍觀的市民包圍，指他們違反「限聚令」，要求他們不可離開封鎖綫，接受搜查。部分記者亦被包圍。[25]
- 2020年8月11日晚上香港和你Sing示威，巿民在中庭舉起《蘋果日報》和白紙，當區區議員也舉起蘋果標誌，以表達警方大舉搜查蘋果大樓的不滿，期間有市民唱《願榮光歸香港》及舉起「五一」手勢。接近晚上8時，近20名便衣警員進入商場拉起封鎖線，並拍攝在場市民，要求市民及記者散開。屯門區議員甄霈霖一度被搜查，同一時間，警員要求現場記者出示記者證，有記者遞上證件後，警員表示：「哦，呢間交過手。」不過一分鐘後，卻突然圍起封鎖線，斥責記者沒有離開，並要求往樓下2樓。而現場有兩名市民與警方發生口角，一名女市民斥警方在場感到不安全，警員以「你唔犯法咪安全。」回應。另一男市民反駁：「你哋犯法最多！」。其後商場2樓及3樓只有警方、店舖職員及少量記者在場。[26]一名義務急救員截查後因搜出一把醫療用的剪刀而被捕，警方指他為被通緝人士。到晚上8時半左右，在場巿民陸續散去，警方亦離開商場。[27]

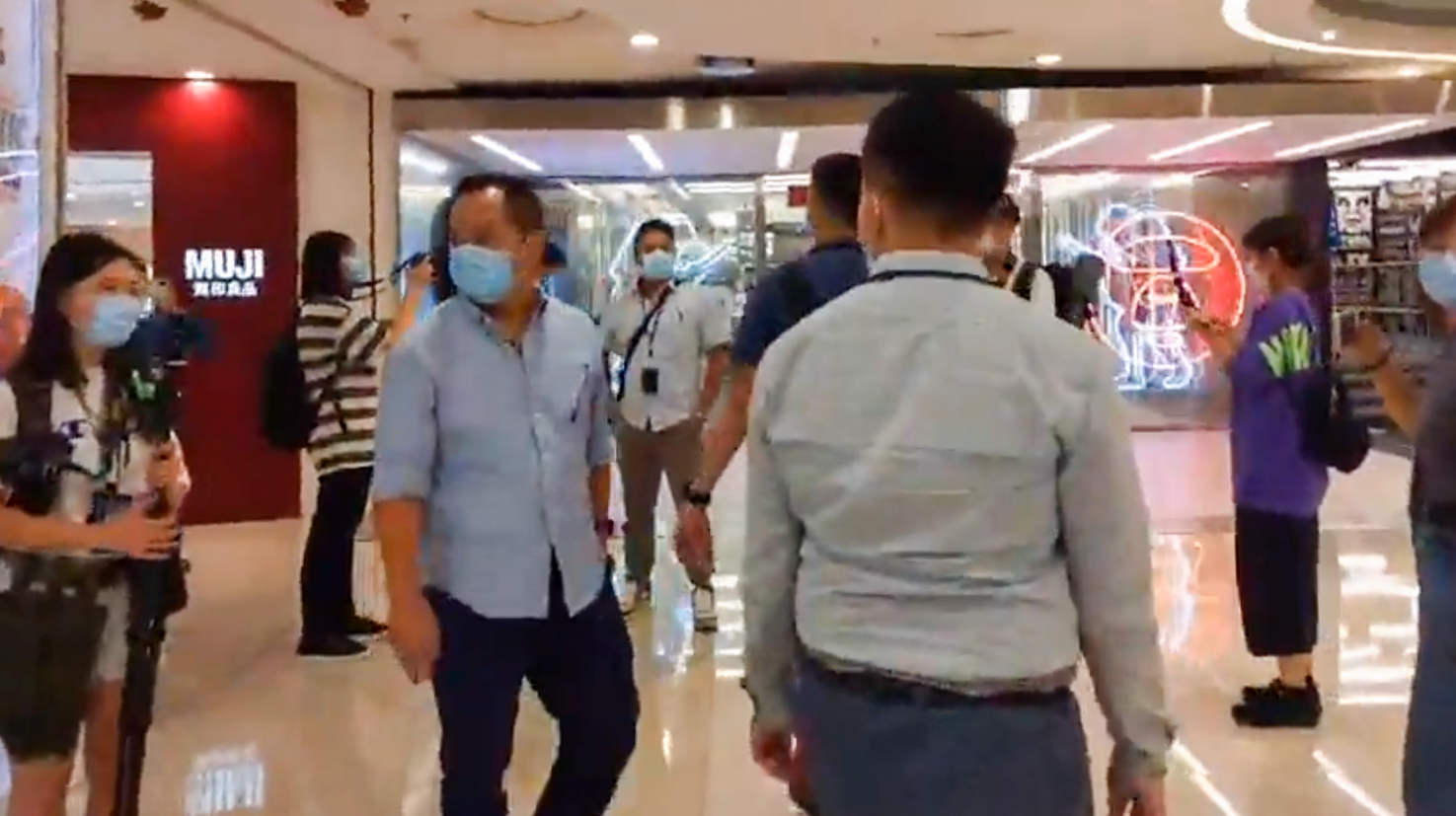
便衣警員在3樓搜查
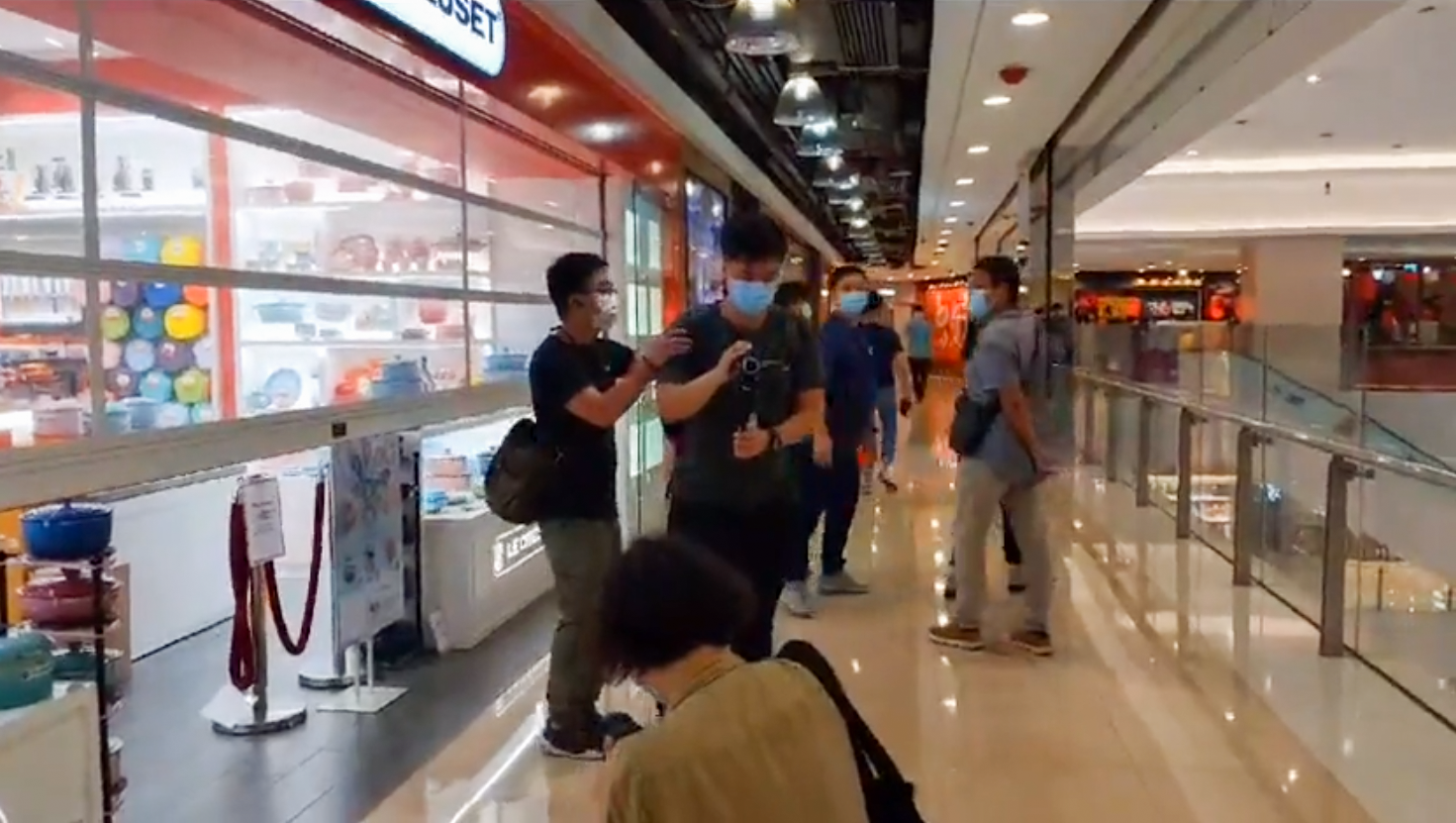
便衣警員近距離用攝錄機拍攝記者
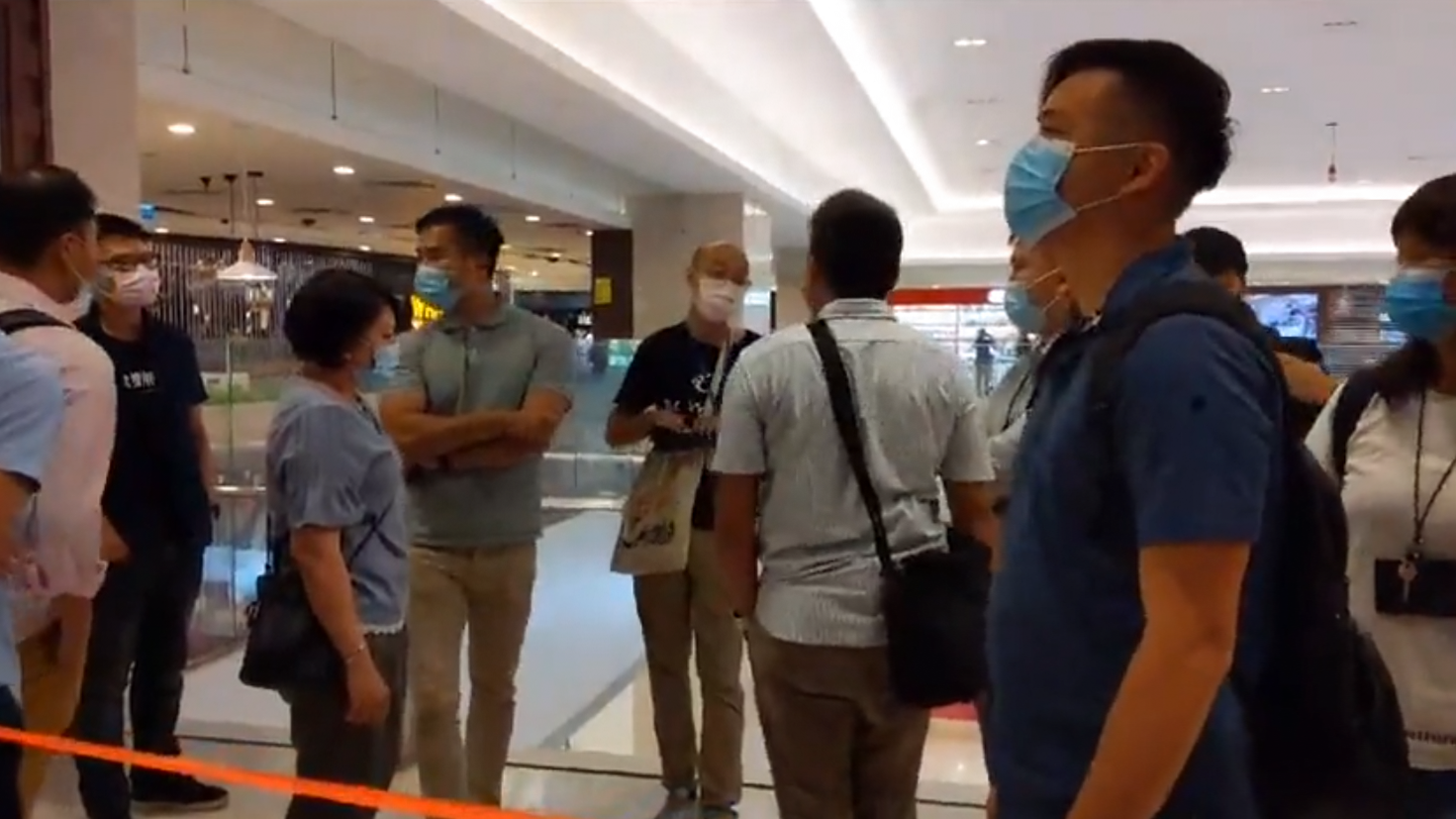
屯門區議員甄霈霖一度被搜查
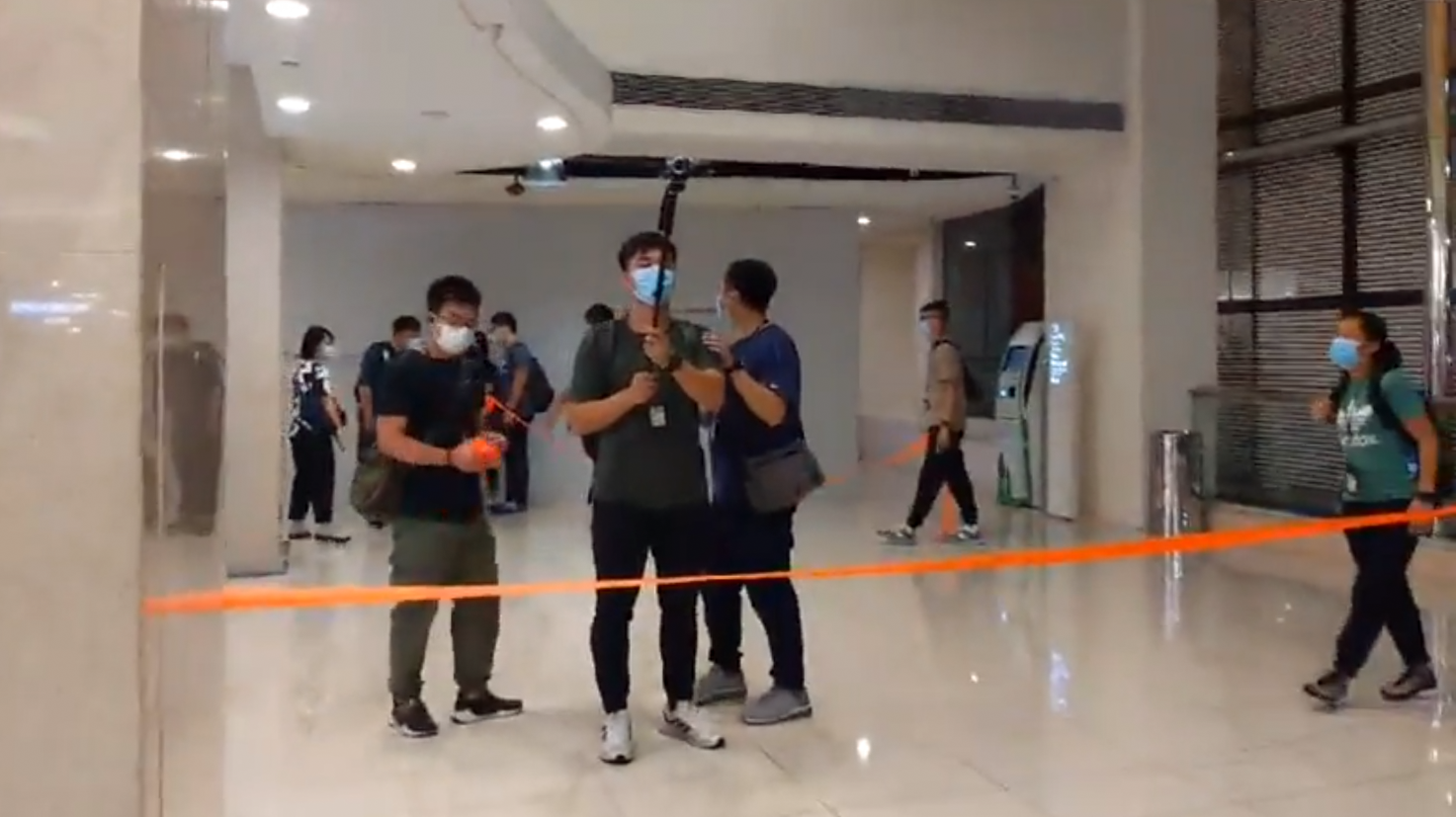
便衣警員在3樓拉起封鎖線

- 2021年6月14日凌晨，屯門市廣場4座發生夫殺妻後墮樓自殺命案。據了解，60歲任職公務員的女死者被發現在睡房床上，她身上有刀傷；而67歲男死者疑斬殺妻子後，拆去家中窗花後跳樓自殺。警方在現場調查後，將案件列為兇殺及自殺案，循死者感情關係、精神健康狀況及財務狀況方向調查。[28]
- 2021年7月23日中午，ViuTV為了宣傳2020東京奧運而在商場舉辦《夏日電視賞》記者會，並邀請人氣男團組合MIRROR及ERROR全員到場。逾千名鏡粉在活動前一晚出動凳子和橫幅等物品到場「霸位」，有網民更用「屯門陸沉」和「屯門壓力測試」形容。而商場保安在晚上11時勸喻粉絲離開，商場員工已清走大部分「霸位用品」。到23日早上，大批粉絲再次到商場霸位，商場2樓至3樓更企滿了人，記者目測有超過千人。[19]

## 「城鄉共生」藝術展夭折事件
2013年7月14日，信和聯同港青創意藝術教育計畫合作舉辦「我愛我家‧城鄉生活」藝術展，展覽邀請包括馬屎埔村、打鼓嶺、坪輋、古洞北、菜園新村等多個受新界東北發展影響的農村村民，與多名本土藝術家合作參展。展覽原定於7月14日至9月1日舉行。開幕禮原於下午3時舉行，惟商場一直以鐵馬圍封展場。事源於有份參展本土著名漫畫家小克，其20幅畫作的其中一幅含有「強烈爭取城鄉和諧共生」的字眼，並令商場一名租務部職員認為尷尬敏感而偷偷除下，令小克極為不滿，最終磋商不果而盛怒把其所有作品拿下，而其餘的藝術家也附和而放棄展覽，成為香港史上最短的展覽。
另一方面，展覽數天前，信和代表以「敏感」為由指要刪除「我愛我家」字眼，因為上述字眼曾經在抗爭行動的橫額中出現過。此外，信和又阻止村民及參與者在場內穿上有《我愛我家》字樣的T恤，怕造成了一個新界東北村民「拖馬」到商場抗爭的場面。
信和聘用的大會公關公司，隨後向傳媒發出新聞稿，指由於部份展品有違展覽主題及原意，且未經大會同意，雖經努力多番斡旋，惜未能取得策展方理解，故決定撤回展品，取消展覽。
參與展覽的村民，他們都對此感到不滿，認為這是完全不專重藝術家的表現，在最後一刻才得悉浪費了他們籌備一年的心血，市民沒有機會觀賞之餘，對於其他安排好的相關活動亦不能繼續舉行而感可惜。參展人於7月15日晚上發出聯合聲明，表示對信和集團工作人員擅自拆除及遮蓋作品的舉動，對藝術家及其創作極度不尊重表示「深感失望與遺憾」。

## 節日或活動期間佈置

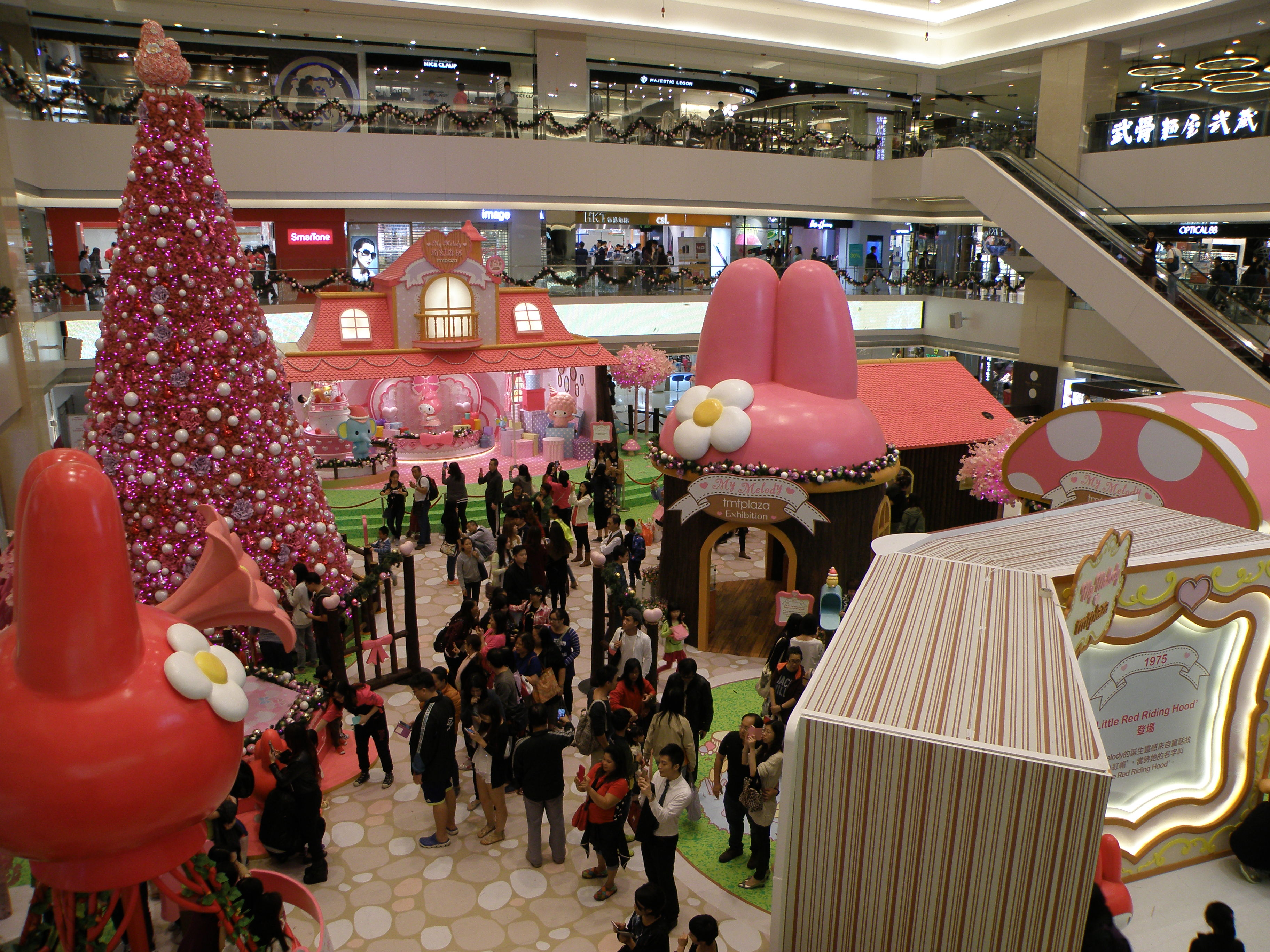
2014年聖誕裝飾
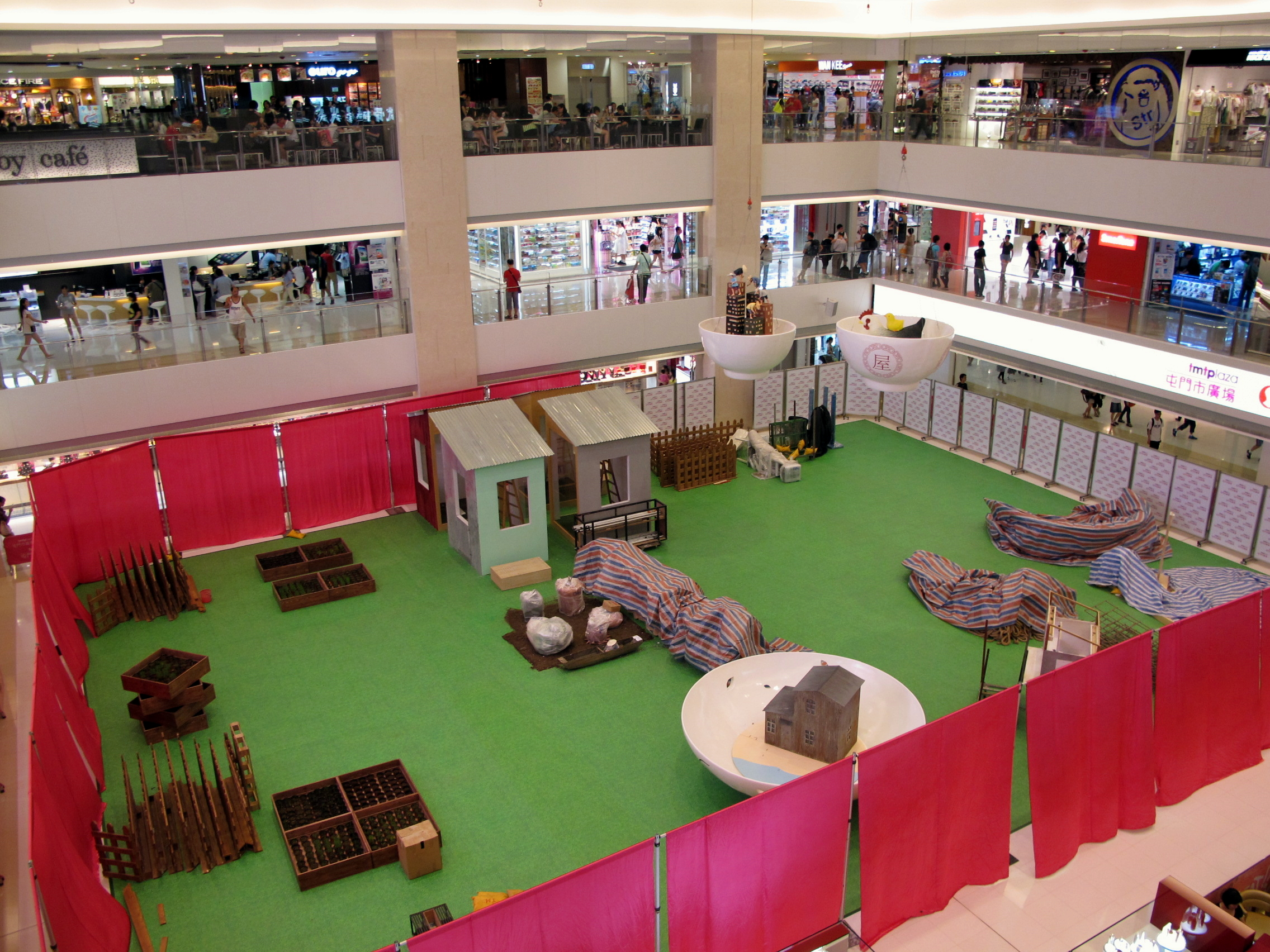
2013年曾籌備「我愛我家‧城鄉生活」藝術展，未對外開放已被夭折，成為香港史上最短的展覽
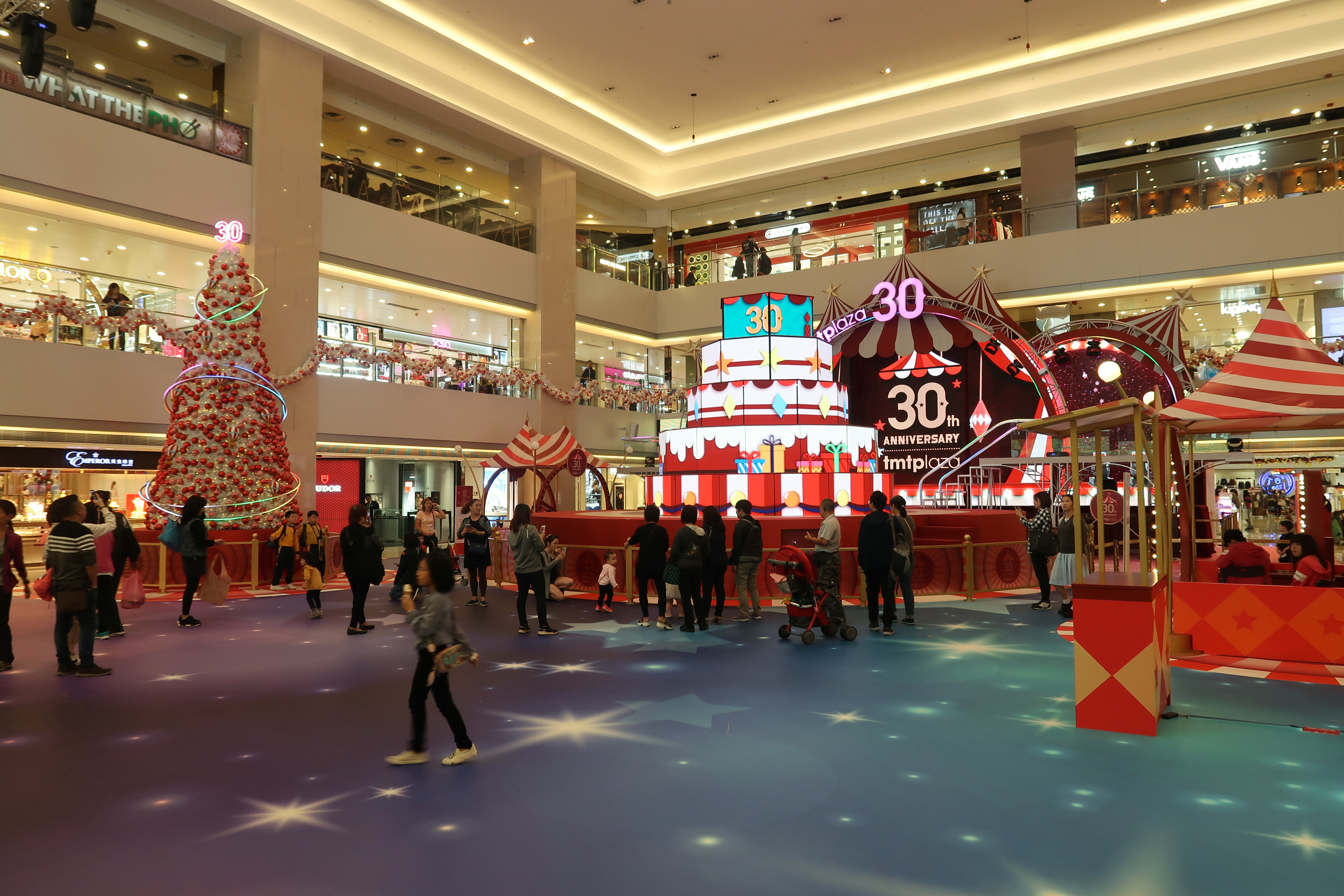
2018年屯門市廣場30週年「光影嘉年華」聖誕裝飾
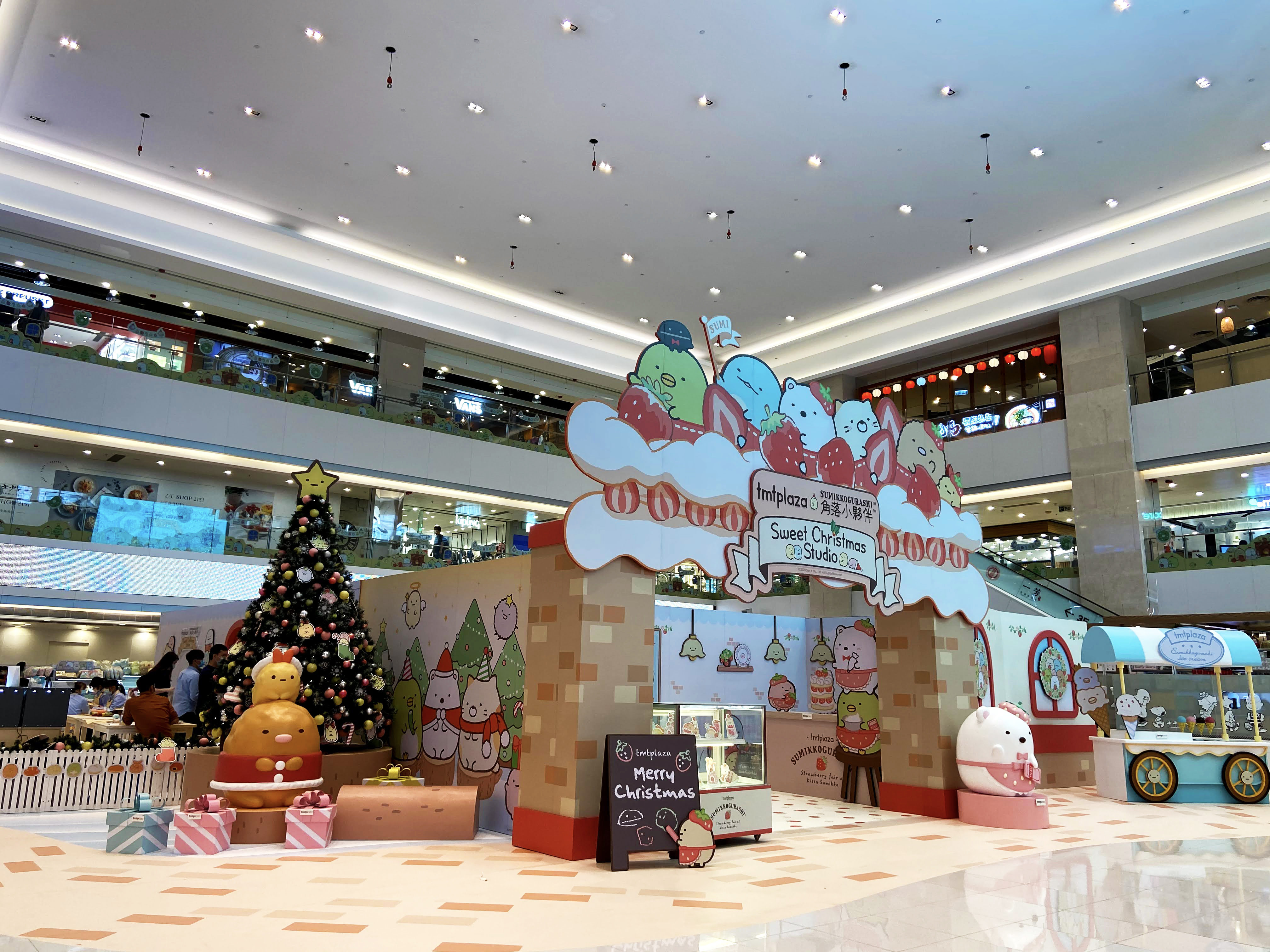
2020年 屯門市廣場 x Sumikkogurashi 角落小夥伴 Sweet Christmas Studio 聖誕裝飾
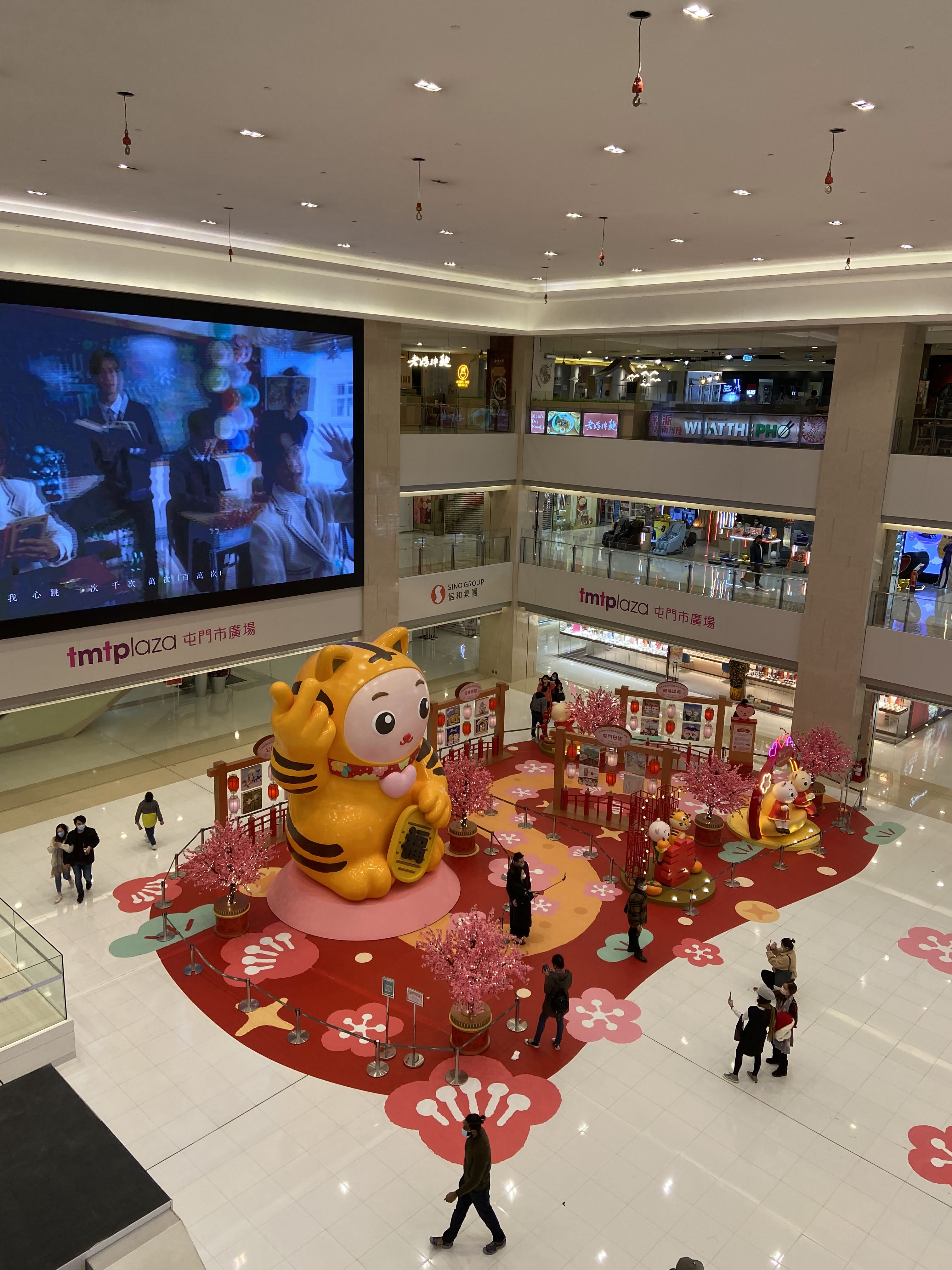
2022年 花花貓新春甜蜜遊園 農曆新年裝飾
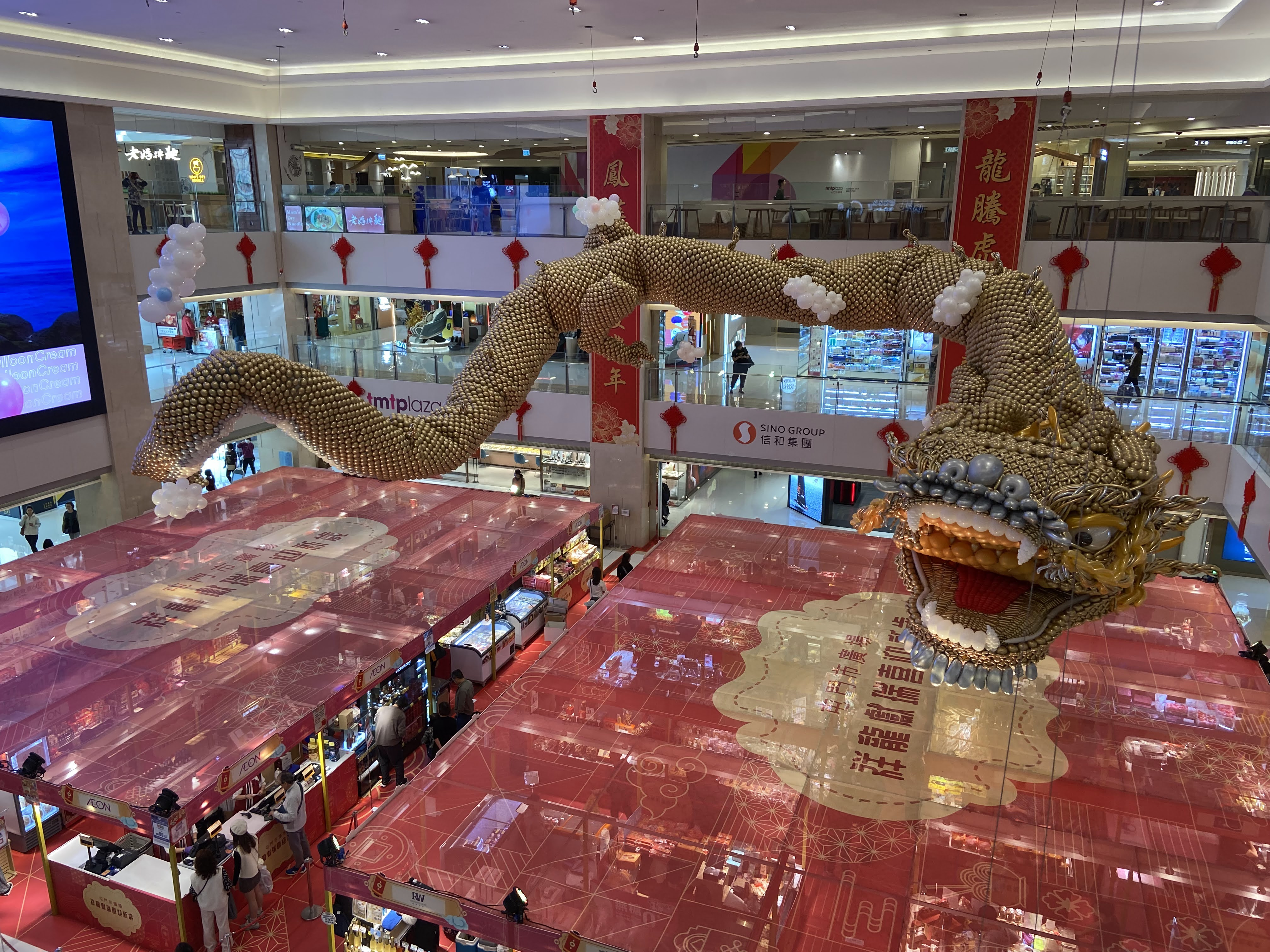
2024年 祥龍獻瑞喜迎新歲 農曆新年裝飾：圖中為打破健力士世界紀錄的逾33米長巨型氣球飛龍裝置「飛龍在天」，由世界氣球大賽兩屆冠軍的本港著名氣球藝術家彭思泰 (Wilson)及其團隊，以超過38,000個可天然分解橡膠氣球制作

## 住宅
屯門市廣場住宅分3期發展，合共提供1,968伙單位，兩房單位佔八成，建築面積400餘至600餘方呎，實用率較低，僅得75%。
第1期位於屯盛街1號，由5座組成，提供1188伙單位，1987年10月入伙。平台設施包括份游泳池、兒童遊樂場、籃球場、壁球場、綠化區及網球場等。唯部份設施已荒廢或已失修多年。
第2期位於屯隆街3號，由兩座組成，提供432伙單位，1988年12月入伙。平台設兒童遊樂場及綠化區。
第3期位於屯仁街2號，為單幢物業，提供348伙單位，於1992年9月入伙，只提供兩房單位。平台設兒童遊樂場及綠化區，並設通道連接輕鐵杯渡站。
第一期住宅則採用通力升降機，第二期及第三期住宅則採用東洋產品，可是第三期已在2016年已更換為通力，其後第二期已在2022年已更換為湯臣，最後第一期已於2024年開始更換日立。
- 第1期 第3至5座
- 第2期
- 第3期

## 鄰近地點
- 香港賽馬會屯門投注站
- 錦薈坊（錦華花園下層商場）
- 屯門時代廣場
- 屯門栢麗廣場
- 華都花園
- 新墟
- 屯門大會堂
- 屯門法院
- 屯門中央圖書館
- 屯門市鎮公園
- V city

## 外部連結
- 屯門市廣場官方網頁（页面存档备份，存于）
- 屯門市廣場的Facebook專頁
- 屯門市廣場的Instagram帳戶

22°23′34″N 113°58′36″E / 22.39264°N 113.97665°E